# 逸夫樓
逸夫楼是由香港著名的电影制作人、娱乐业大亨、慈善家邵逸夫捐资建设的教学科研建筑（於香港捐资建设的教学建筑則多名為邵逸夫楼）。从1985年开始，邵逸夫在中国大陆持续捐资办学，1986年大陆高校首座逸夫楼诞生于华东师范大学。据不完全统计，迄今，邵逸夫捐助内地科教文卫事业的资金达25亿元，捐助项目超过3000个，其中80%以上为教育项目。受惠学校超过近千所。逸夫楼多建于大陆的著名高校、中学中。
另外有报道称，若当地建设“逸夫楼”的金额超过邵氏之预期，楼名之“逸”字会阙一点；全额出资的字则是完整的。

## 总概况

### 新疆
新疆教育系统累计获赠款超过9000万港币，建筑面积超过40万平方米，全区有超过200所大、中、小学受益。1990年，新疆大学北校区逸夫楼成为邵逸夫在新疆高校中建设的首栋逸夫楼。2005年9月16日，邵逸夫亲自参观了2004年9月投入使用的新疆医科大学逸夫楼。

## 高等院校

### 北京

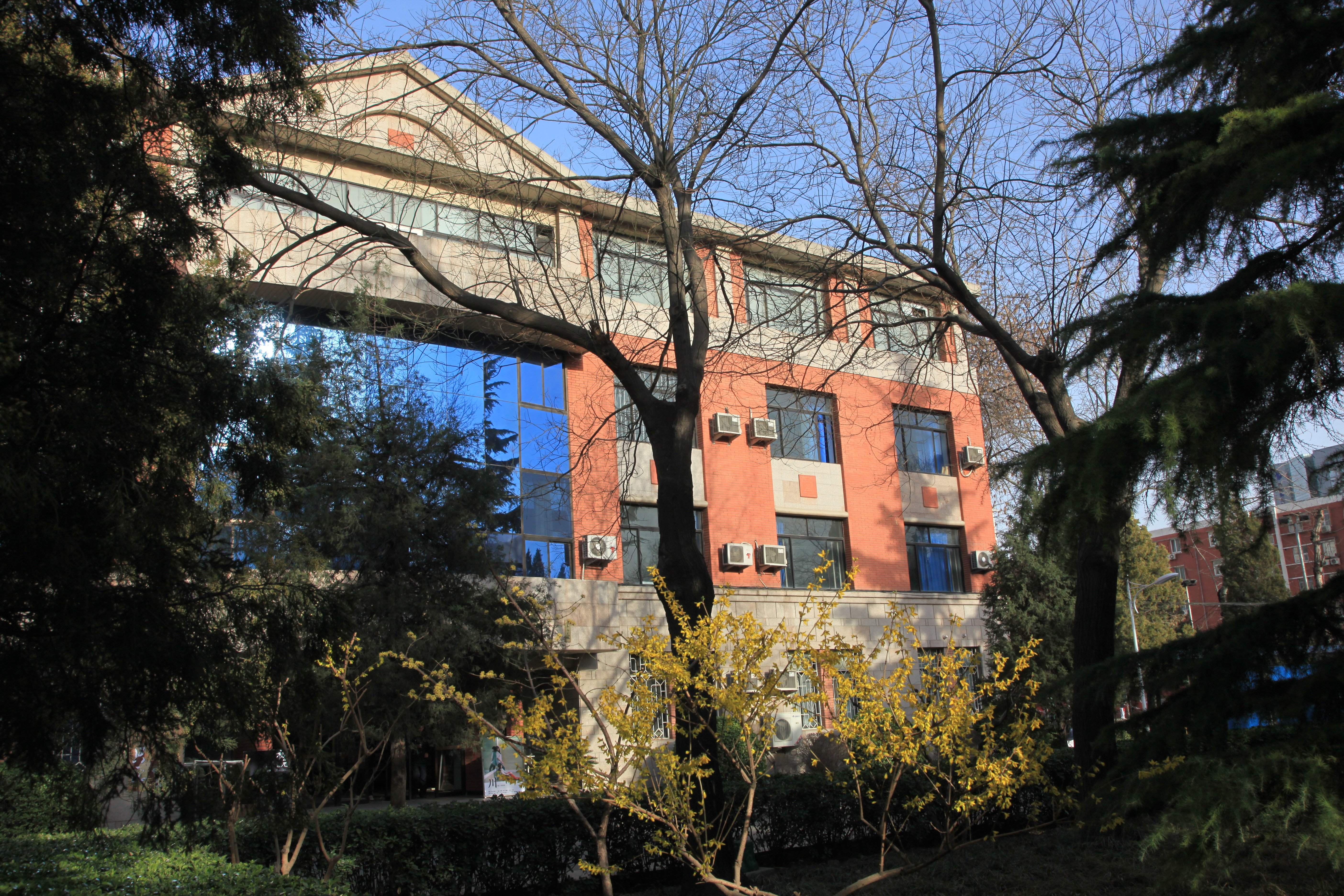
人大附中逸夫楼。

- 中国矿业大学（北京）
- 中央民族大学：逸夫体育馆
- 北京航空航天大学
- 北京大学（包含北京大學醫學部）
- 中国人民大学 逸夫会议中心[5]。

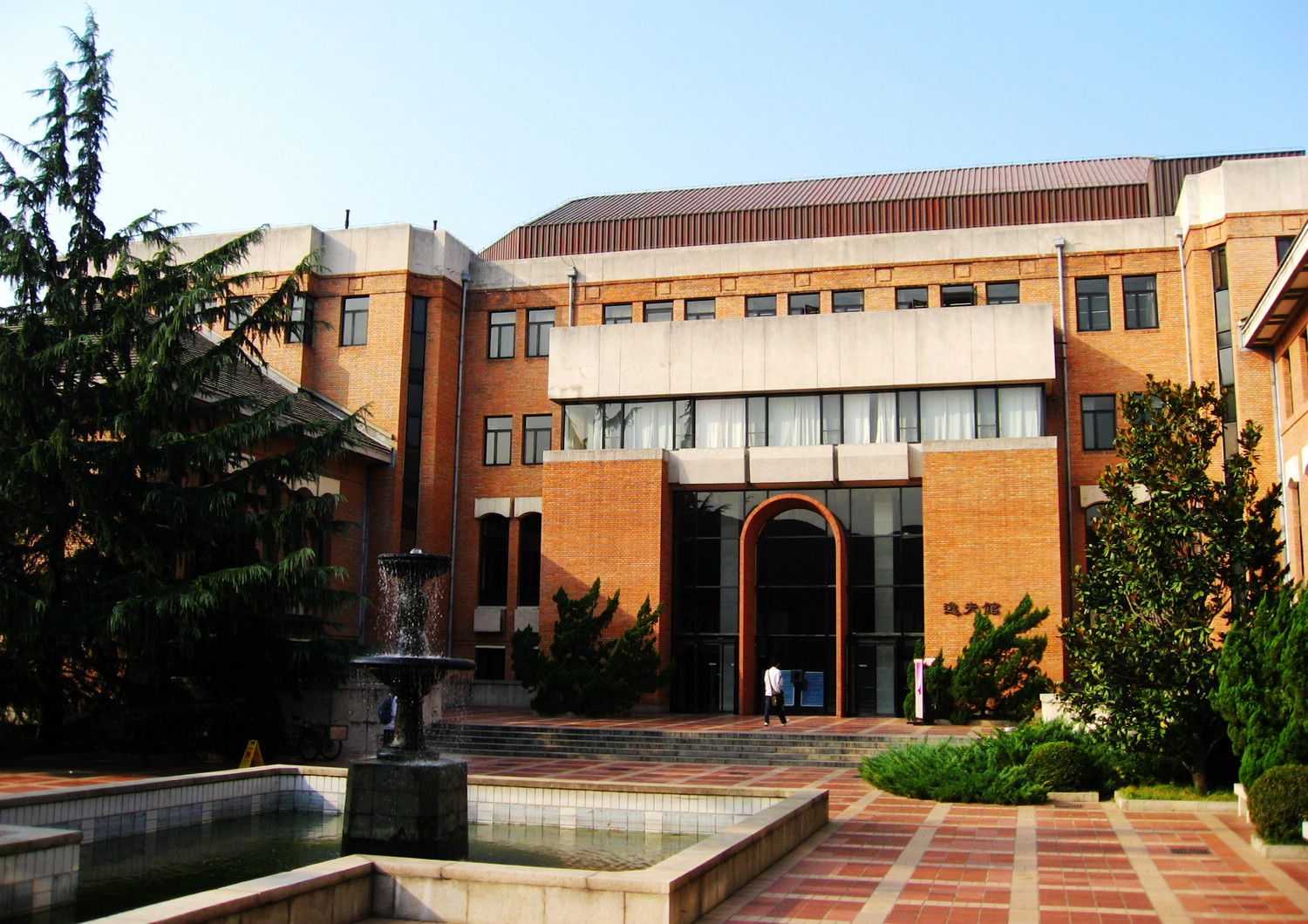
清华大学图书馆逸夫馆

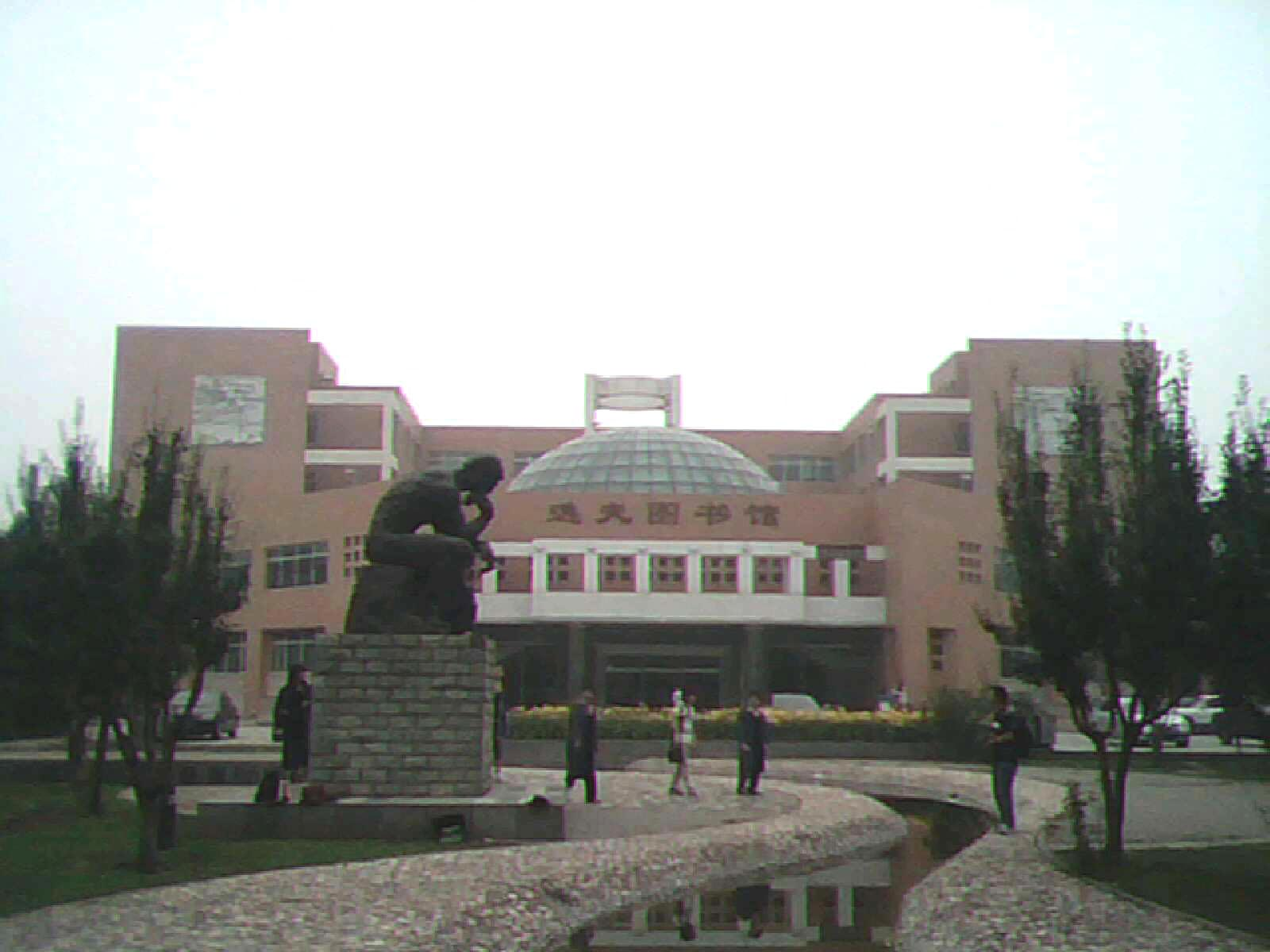
北京工业大学逸夫图书馆

- 北京交通大學 用途：用作教學樓。是北京交通大學容納量最大的教學樓。
- 北京电影学院
- 北京外国语大学 用途：用作教学楼。
- 北京科技大学 用途：用作教学楼。是北京科技大学容纳量最大的教学楼。
- 清华大学
  - 逸夫技术科学楼[5]建筑面积27170平方米，1999年10月建成，耗资6000万人民币，其中邵逸夫捐款2000万港币。
  - 新图书馆，又称“逸夫馆”，为第三期图书馆[5]。
- 中国政法大学 用途：用作教学楼。
- 北京语言大学 用途：体育馆和报告厅
- 北京工业大学 用途：图书馆
- 中国农业大学 用途：东区理学院楼
- 北京理工大学 在七号楼西边，用途：交流
- 中国地质大学 用途：办公室，教学楼
- 首都师范大学 用途：外语教学楼
- 北京化工大学 用途：图书馆
- 对外经济贸易大学用途：科研楼

### 天津
- 南开大学：逸夫图书馆（新图书馆）
- 天津大学：科学图书馆
- 天津大学：大学生活动中心
- 天津财经大学：逸夫图书馆
- 天津职业技术师范大学：逸夫楼
- 天津科技大学：逸夫楼
- 天津外国语大学：教学楼
- 天津师范大学：因迁至至新校区，已拆除。
- 天津科技大学：泰达校区逸夫教学楼
- 天津外语师范学校（今天津市幼儿师范学校）：逸夫教学楼

### 山西

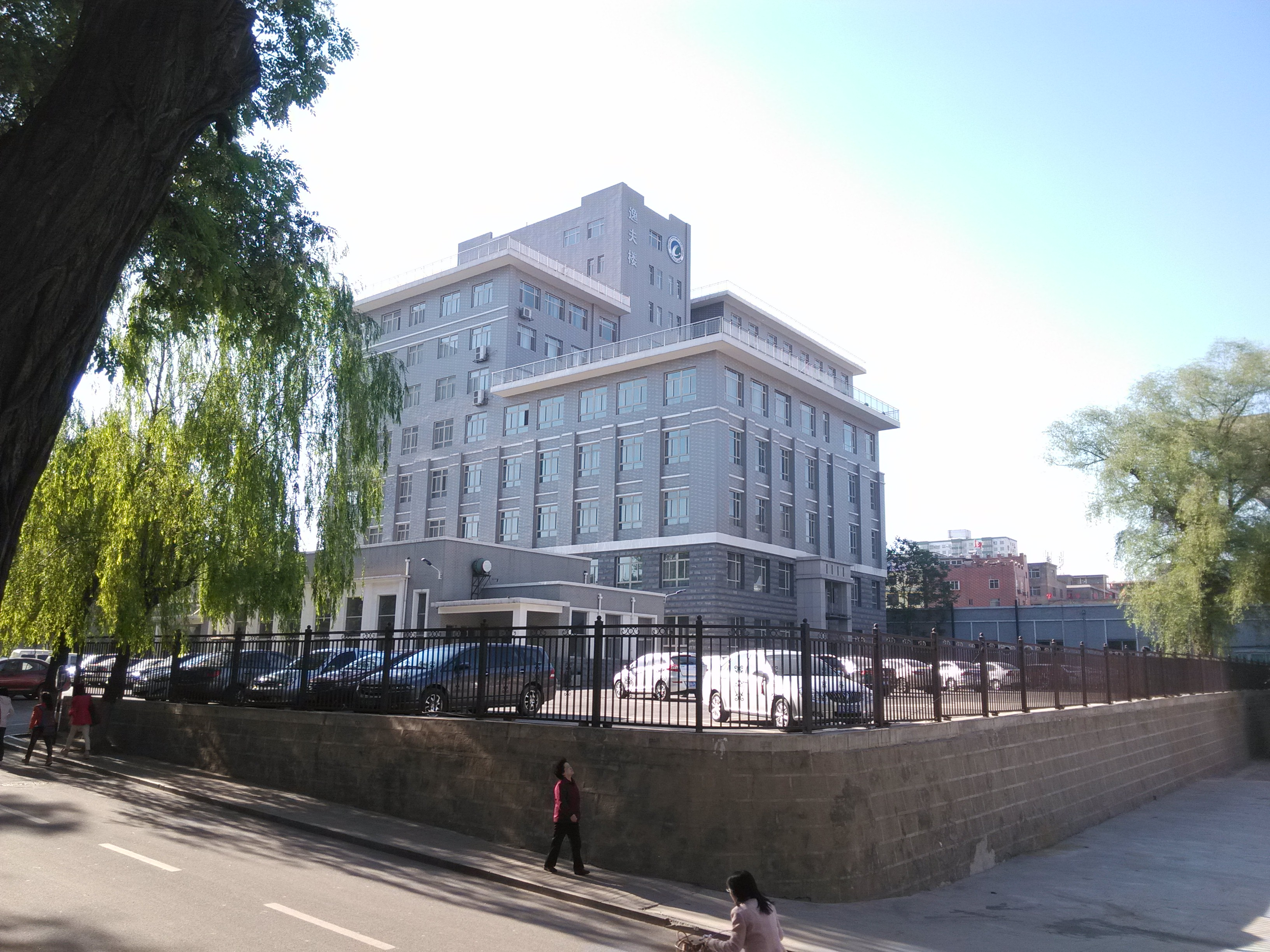
太原理工大学逸夫楼。

- 山西大同大学：逸夫美术教学楼
- 山西师范大学：逸夫图书楼
- 太原师范学院：逸夫楼
- 太原工业学院：逸夫图书馆
- 太原理工大学：逸夫楼

### 廣東

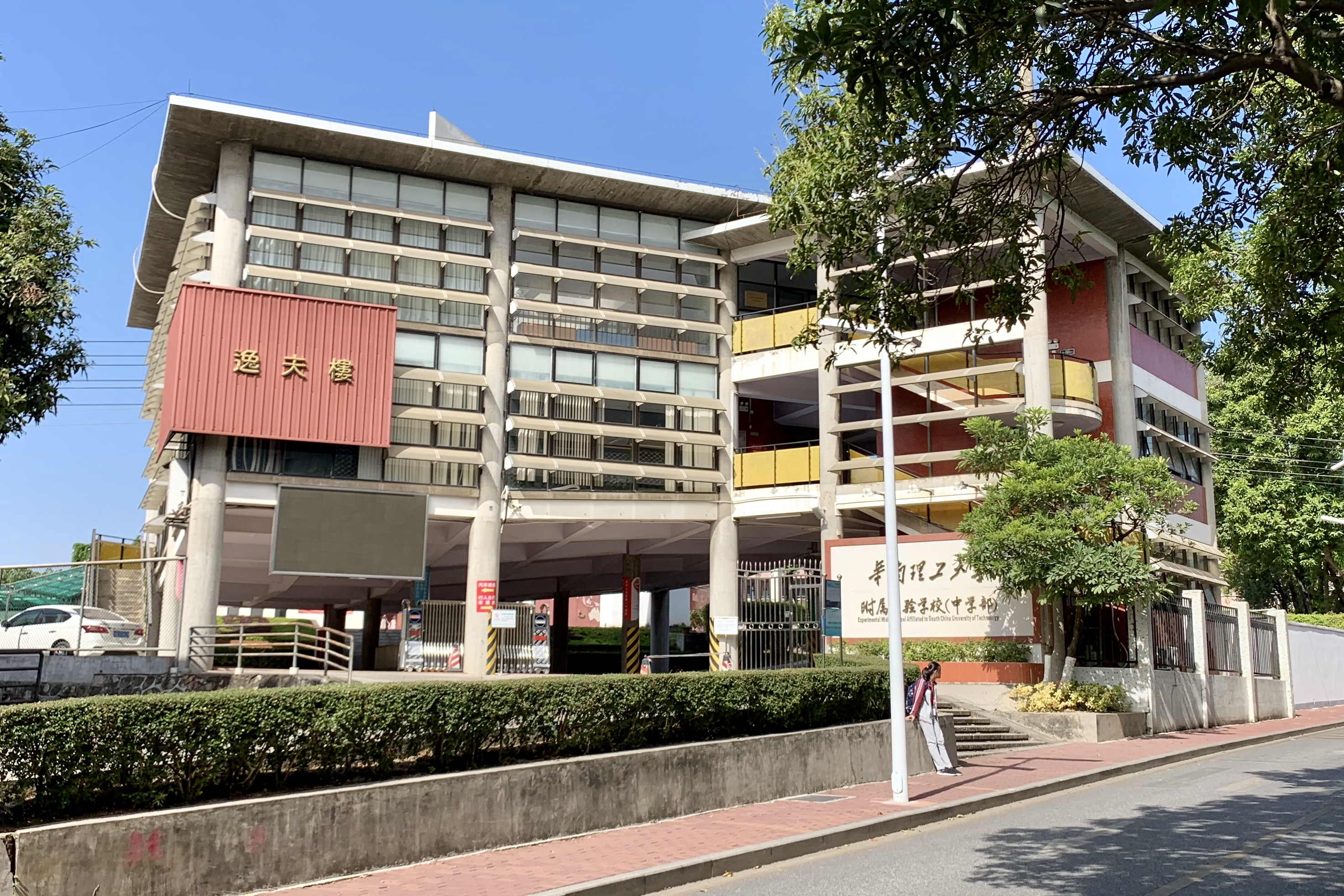
华工附中的逸夫楼

- 中山大學：南校區逸夫文化艺术中心
- 暨南大学：邵逸夫体育馆

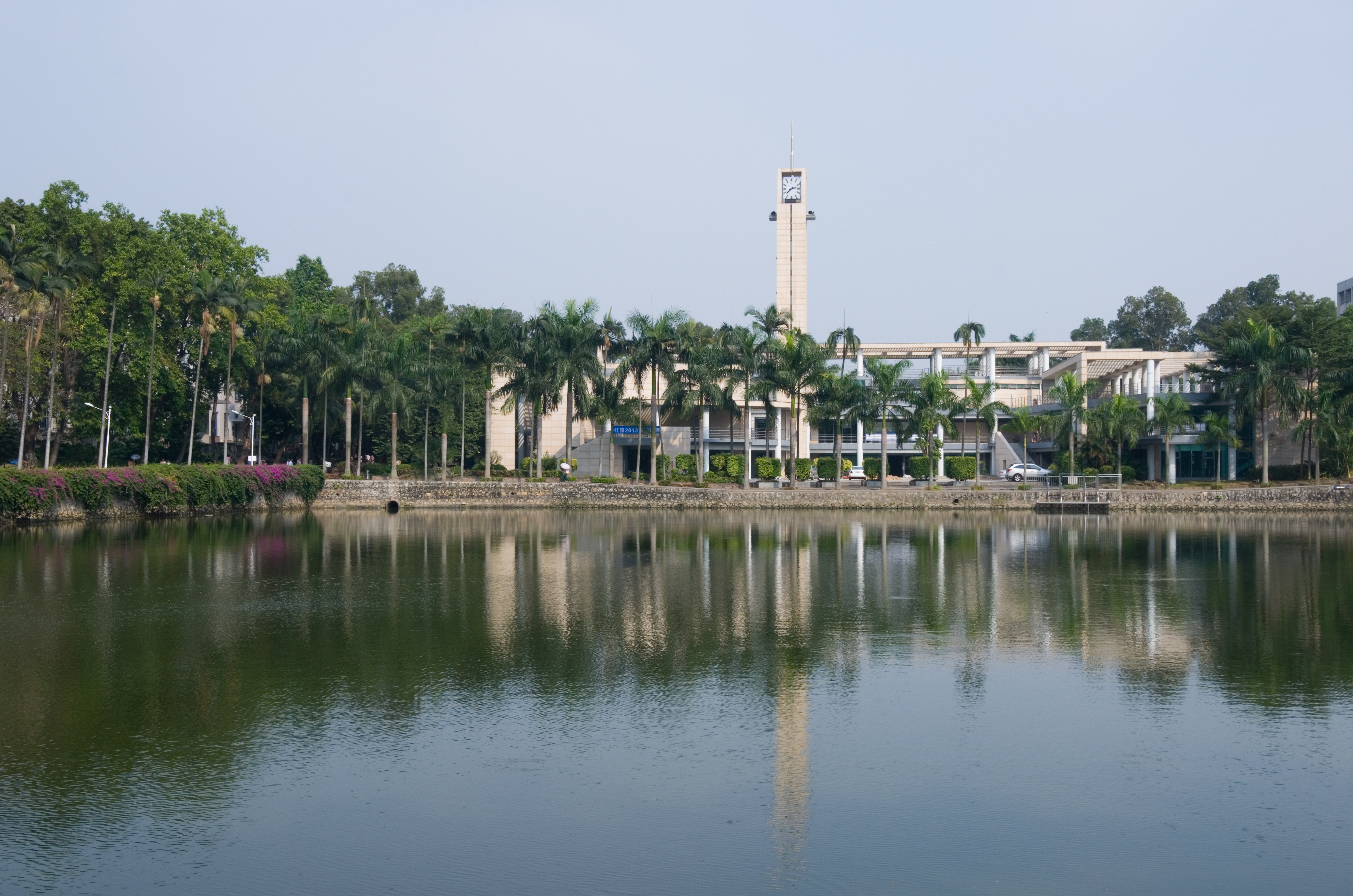
華南理工大學逸夫人文舘

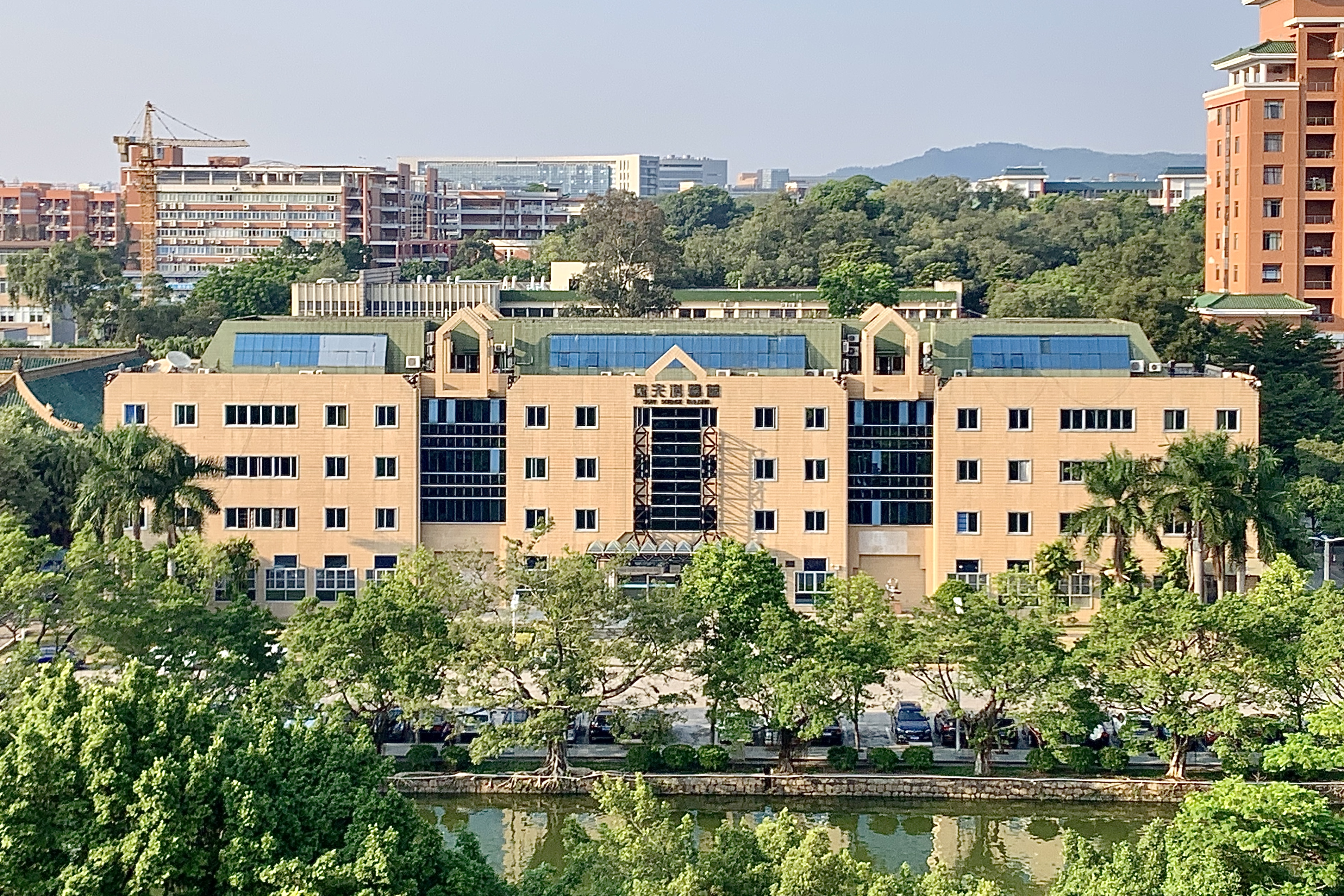
華南理工大學逸夫科学馆

- 華南理工大學：五山校区逸夫人文舘、逸夫科學館、逸夫工程舘
- 深圳大学：邵逸夫仪检中心

### 浙江
- 浙江大学：邵逸夫醫院，逸夫艺术楼，逸夫体育馆，邵逸夫科技馆[5]
- 浙江工业大学
- 浙江师范大学
- 宁波大学：邵逸夫图书馆，逸夫教学楼，逸夫高等职业技术教育中心
- 中国计量学院
- 浙江林学院
- 温州大学
- 浙江工商大学
- 浙江树人大学：邵逸夫楼（艺术学院）

### 江苏
| 学校&校区                   | 名称             | 捐献年/建成年   | 坐标                                              | 备注 | 图片 |
| --------------------------- | ---------------- | --------------- | ------------------------------------------------- | --- | ---- |
| 东南大学 四牌楼校区         | 逸夫科技馆       | 1992/1994       | 32°03′28″N 118°47′11″E / 32.057645°N 118.786502°E | 建筑总面积为10,000多平方米。逸夫科技馆布局规整，造型简洁。馆内设园林式庭院，幽静舒适，亲切宜人；楼内设学术报告中心，设备齐全，功能完备，可承办大型学术会议。目前，该楼主要由部分重点实验室及工程研究中心使用。 |      |
| 东南大学 四牌楼校区         | 逸夫建筑馆       | ----/2000       | 32°03′25″N 118°47′25″E / 32.056886°N 118.790348°E | 逸夫建筑馆为科研办公综合楼，建筑面积为16873平方米，其中地上15419平方米，地下1454平方米，层数为主楼地上15层，裙房3层，地下一层。使用单位主要有土木、交通、建筑等学科的部分单位。 |      |
| 河海大学 江宁校区           | 逸夫图书馆       | 2005/----       | 31°54′56″N 118°46′50″E / 31.915607°N 118.780599°E | 集书库、自修室、阅览室等于一体，二楼主要为阅览室，三楼包括电子阅览室、外文图书阅览室和自修室，四、五楼则主要实现教师著作陈列阅览室、会议室、自修室等功能，总阅览座位达3000个。 |      |
| 南京大学 鼓楼校区           | 逸夫馆           | 1987/1989       | 32°03′30″N 118°46′20″E / 32.058336°N 118.772323°E | 主要作为教室和办公用房，包括一个300人的报告厅。 |      |
| 南京大学 鼓楼校区           | 逸夫管理科学楼   | 1999/2001       | 32°03′35″N 118°46′21″E / 32.059739°N 118.77245°E  | 建筑面积17476平方米的综合教学办公大楼，供商学院、法学院、公共管理学院使用。 |      |
| 南京大学 仙林校区           | 邵逸夫楼         | 2008/----       | 32°06′46″N 118°57′18″E / 32.112677°N 118.954992°E | 国际关系学院教学、办公使用 |      |
| 南京师范大学 随园校区       | 逸夫教育馆       |                 | 32°03′16″N 118°45′52″E / 32.054456°N 118.764495°E | 教师教育学院教学使用 |      |
| 南京理工大学 卫岗校区       | 逸夫教学楼       |                 | 32°01′36″N 118°51′04″E / 32.026752°N 118.851068°E | 教学使用 |      |
| 南京农业大学 卫岗校区       | 逸夫楼           | 2003/2004       | 32°01′57″N 118°50′13″E / 32.032477°N 118.836871°E | 总建筑面积38900平方米，设地下一层，地上部分，东楼、西楼六层，中楼九层、局部11层，框架结构。正在为教学科研工作发挥巨大作用，主要为教学试验用房，以及动科院、动物医学院、人文学院、经贸学院、公管学院办公房及校档案管等。 |      |
| 南京林业大学 新庄校区       | 逸夫科技实验楼   |                 | 32°04′52″N 118°48′43″E / 32.081109°N 118.812082°E | 坐落于南京林业大学教学区中心，为一组合型多功能科技实验楼。建筑面积为38213立方米，内设电教室、报告厅、计算机房及多学科工程实验室。 |      |
| 南京工业大学 江浦校区       | 逸夫图书馆       |                 | 32°04′56″N 118°38′26″E / 32.082213°N 118.640593°E | 建筑高度32.4米，建筑面积约4万平方米，集图书馆、外语中心、计算机中心、网络中心、现代教育中心等为一体，藏书量150万册，读者人数2.5万人，可藏书150万册，电子文献95万册，阅览座位2600座，其中电子阅览座位550座；国际学术会议报告厅350座。                                                                                                   |      |
| 南京航空航天大学 明故宫校区 | 逸夫科学馆       | 1994/1996       | 32°02′21″N 118°48′50″E / 32.03909°N 118.813914°E  | 集科研、会议报告于一体的教学楼 |      |
| 南京信息工程大学 浦口校区   | 逸夫楼           |                 | 32°12′14″N 118°42′22″E / 32.203993°N 118.706226°E | 教学、办公、会议报告综合使用，主要为传媒与艺术学院用。 |      |
| 南京医科大学 江宁校区       | 逸夫教学楼       | 2004/2006       | 31°56′22″N 118°53′06″E / 31.939348°N 118.88488°E  | 教学使用 |      |
| 南京医科大学 江宁校区       | 附属逸夫医院     | 2011/2016       |                                                   | 附属医院 |      |
| 南京中医药大学 仙林校区     | 逸夫教学楼       | 2002/2003       | 32°06′13″N 118°56′19″E / 32.103585°N 118.938749°E | 由南、中、北三栋楼和一个报告厅组成，全部采用框架结构。其中南、中、北三栋楼均有六层，屋顶采用具有中国传统风格的斜屋面结构；报告厅有２层，屋顶采用具有西方风格的透明球形网架结构。其中南楼主要是语音室和计算机房。中楼、北楼是标准化的教室，共有120间，可供6000名学生同时上课。报告厅共包含6个阶梯教室，每个教室分别可容纳300～400人。   |      |
| 南京工程学院 江宁校区       | 逸夫图书信息中心 | 2005/2008       | 31°55′29″N 118°52′30″E / 31.924855°N 118.87495°E  | 现有馆舍面积3.85万平方米，总阅览座位2500多席，累计馆藏纸质文献141万册，中文现刊1200多种，外文现刊70多种，中外文电子图书164万种，中西文全文电子期刊2万余种，各类数据库21个。 |      |
| 南京艺术学院 石头城校区     | 逸夫图书馆       | 2009/2010       | 32°03′52″N 118°44′56″E / 32.064481°N 118.748914°E | 总建筑面积1万5千平方米，设有2300个阅读座位，并建有现代化的视听阅览室、多媒体艺术鉴赏室、展厅和报告厅，配备186台电脑用于视听阅读和编辑，全馆均可以无障碍无线上网。馆藏纸质文献80万册，中外电子图书28万册，内容以美术、设计、音乐、舞蹈、影视等艺术学科领域为主。                                                                        |      |
| 苏州大学 天赐庄校区         | 逸夫教学楼       | 1991/1994、2001 |                                                   | 1991年10月，邵逸夫先生向苏州大学捐赠300万元港币建造教学楼，江苏省政府配套投入210万元人民币，苏大将该教学楼命名为“逸夫教学楼”。按照规划，逸夫楼分为两期建设，一期于1993年3月开始建造，于1994年4月竣工，楼宇面积约为3000平方米，现作为外国语学院的教学楼使用。逸夫楼的二期于2001年建设竣工，面积约为3000平方米，为引进院士光电子实验楼。 |      |

- 中国矿业大学
- 常州大学武进校区：逸夫理科楼
- 扬州大学
- 淮阴师范学院
- 常熟理工学院：逸夫图书馆
- 徐州工程学院：逸夫图书馆
- 江苏师范大学
- 南通大学

### 上海
- 复旦大学：逸夫楼[5]；逸夫科技楼[5]。
- 东华大学：逸夫楼，包含中国服饰博物馆等[5]。
- 同济大学：逸夫楼，位于杨浦校区内，原上海德国中心驻地，现为同济大学行政办公地。
- 华东师范大学：图书馆逸夫楼，捐款1000万港币[5]。
- 上海交通大学：逸夫科技楼
- 华东理工大学
- 上海外国语大学
- 上海戏剧学院:逸夫楼[5]。

### 四川

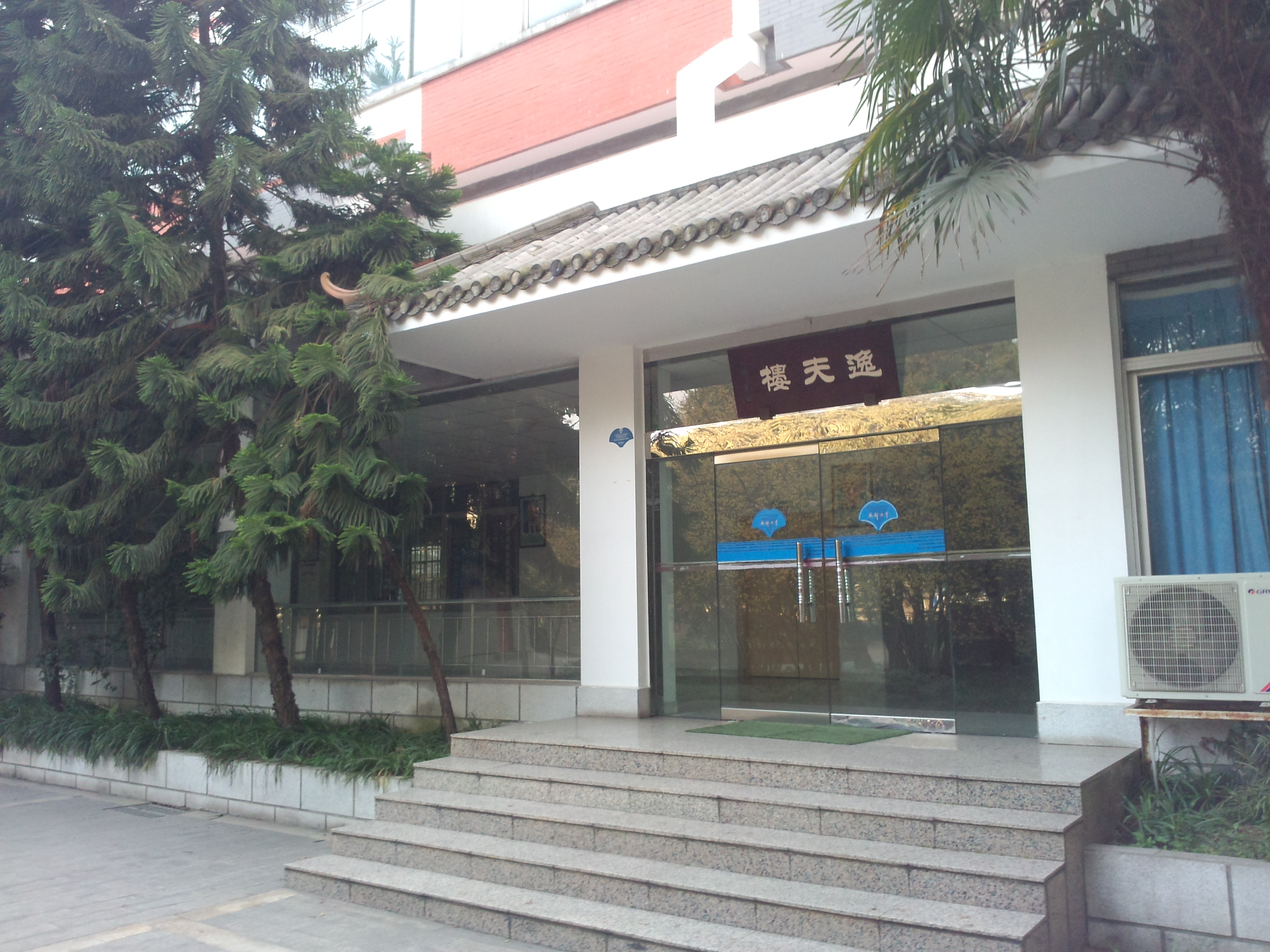
成都七中逸夫楼

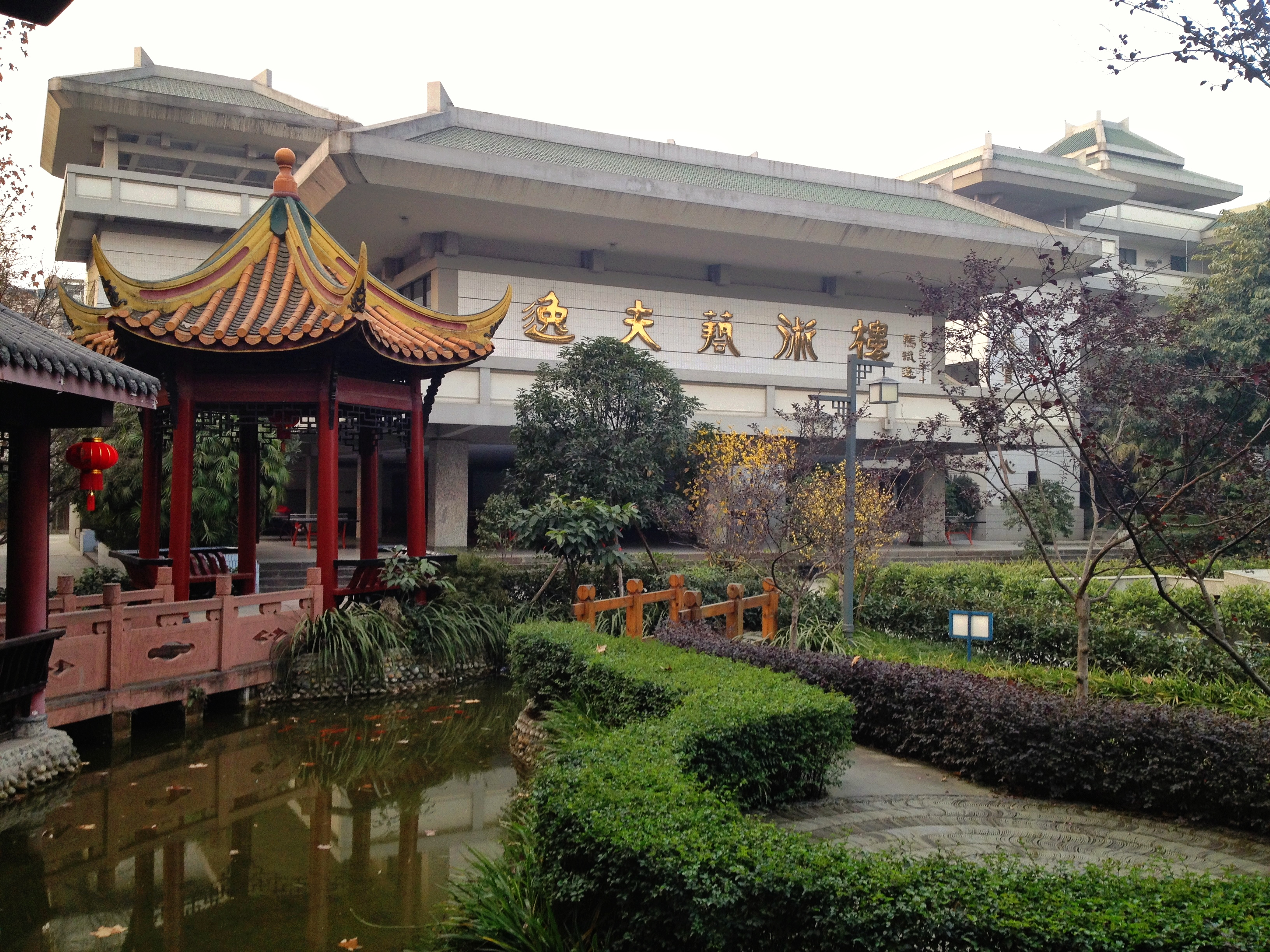
成都石室中学逸夫艺术楼

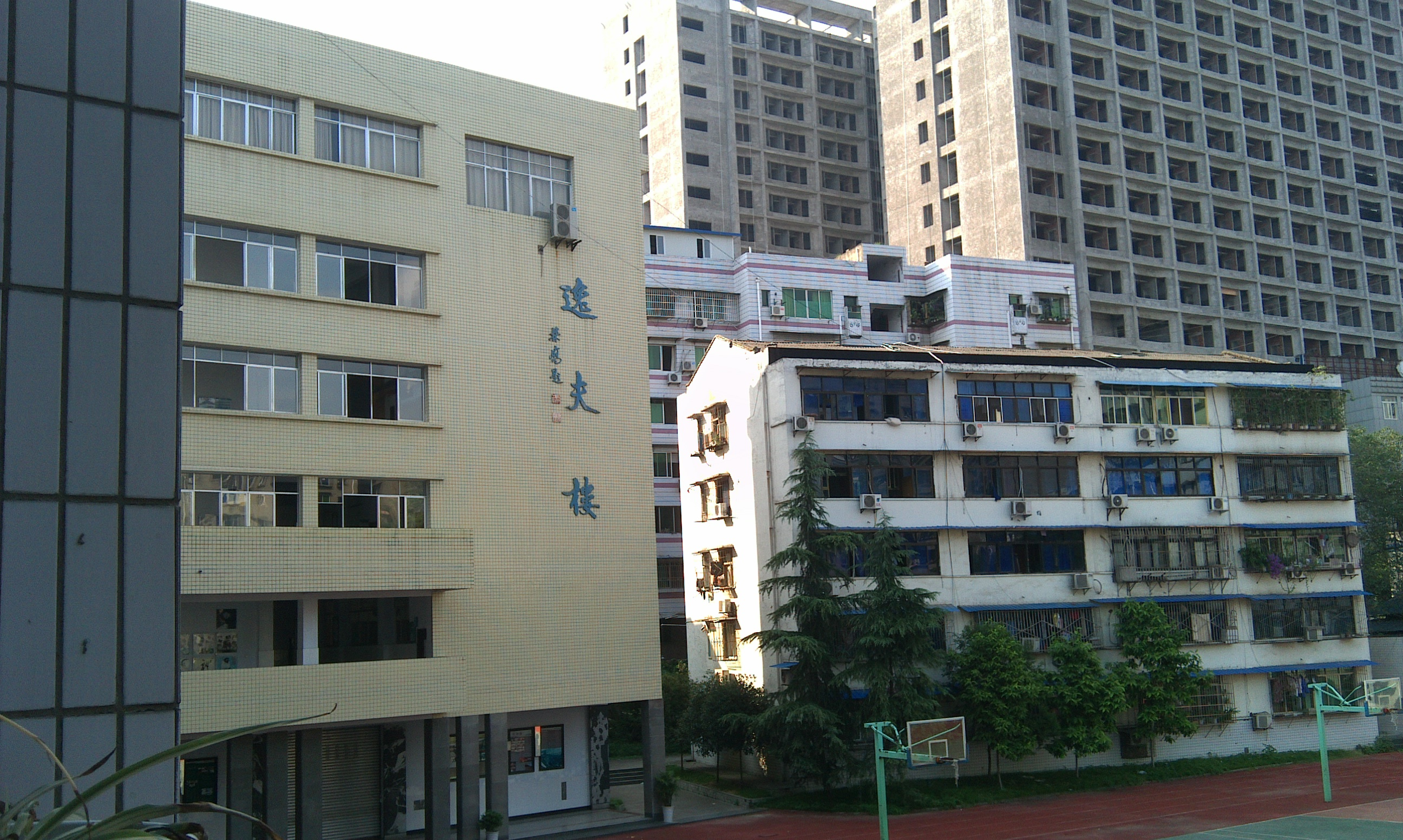
南充职院附中逸夫楼

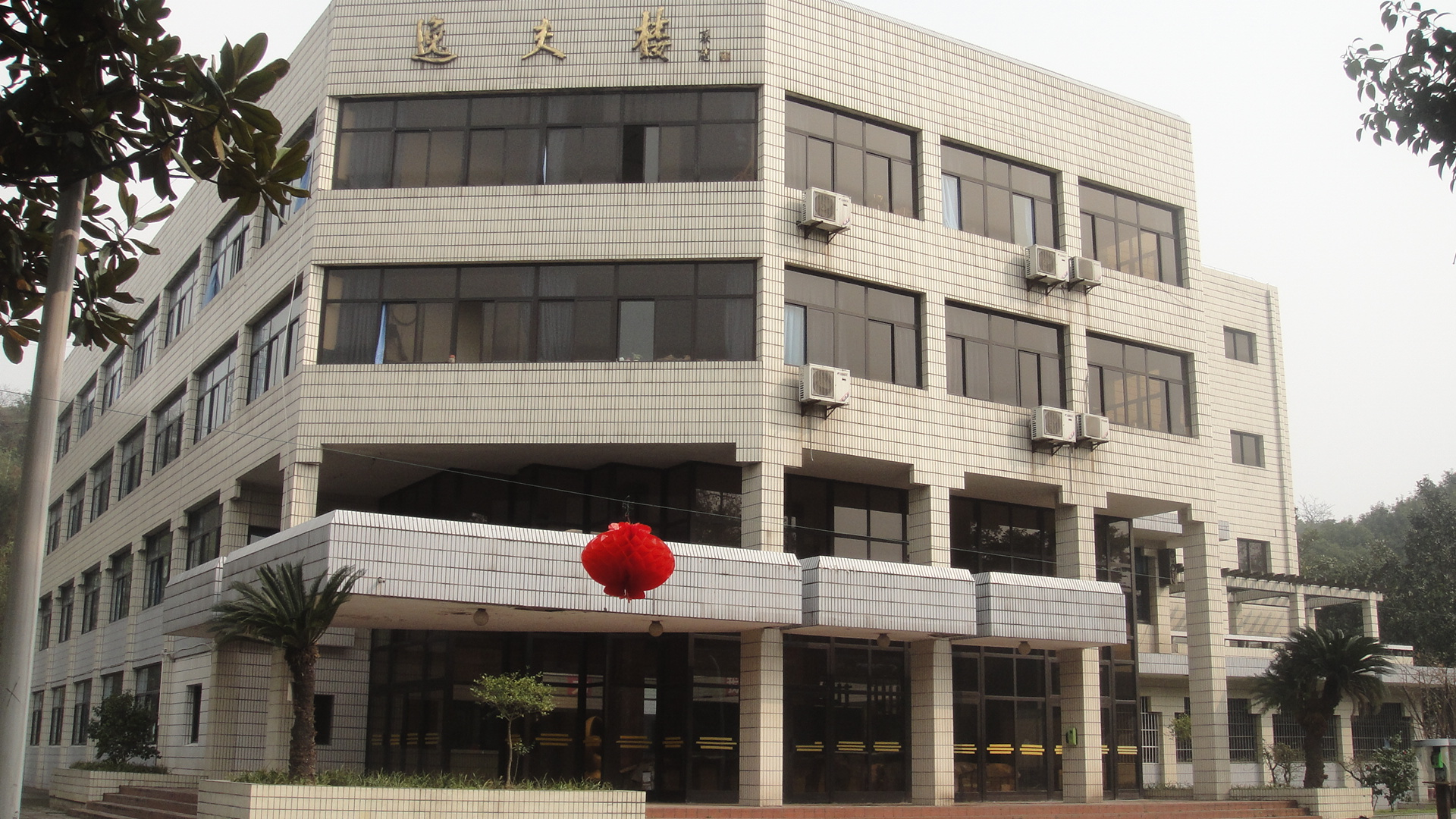
四川自贡蜀光中学逸夫楼

- 四川大學
- 电子科技大学
- 西南交通大学
- 西南财经大学 逸夫学术楼[5]。
- 四川农业大学
- 成都理工大学
- 四川师范大学 第六教学楼
- 西南科技大学
- 四川教育学院

### 重慶
- 西南大學：
  - 圖書館北館新館逸夫楼，用於保存抗戰珍貴書籍及國民政府檔案，少數民族文獻。
  - 资源环境学院逸夫楼。用作资源环境学院办公教学及实验，2010年落成。
- 重慶大學
- 重慶理工大學
- 重慶科技学院
- 重慶邮电大学

### 湖北

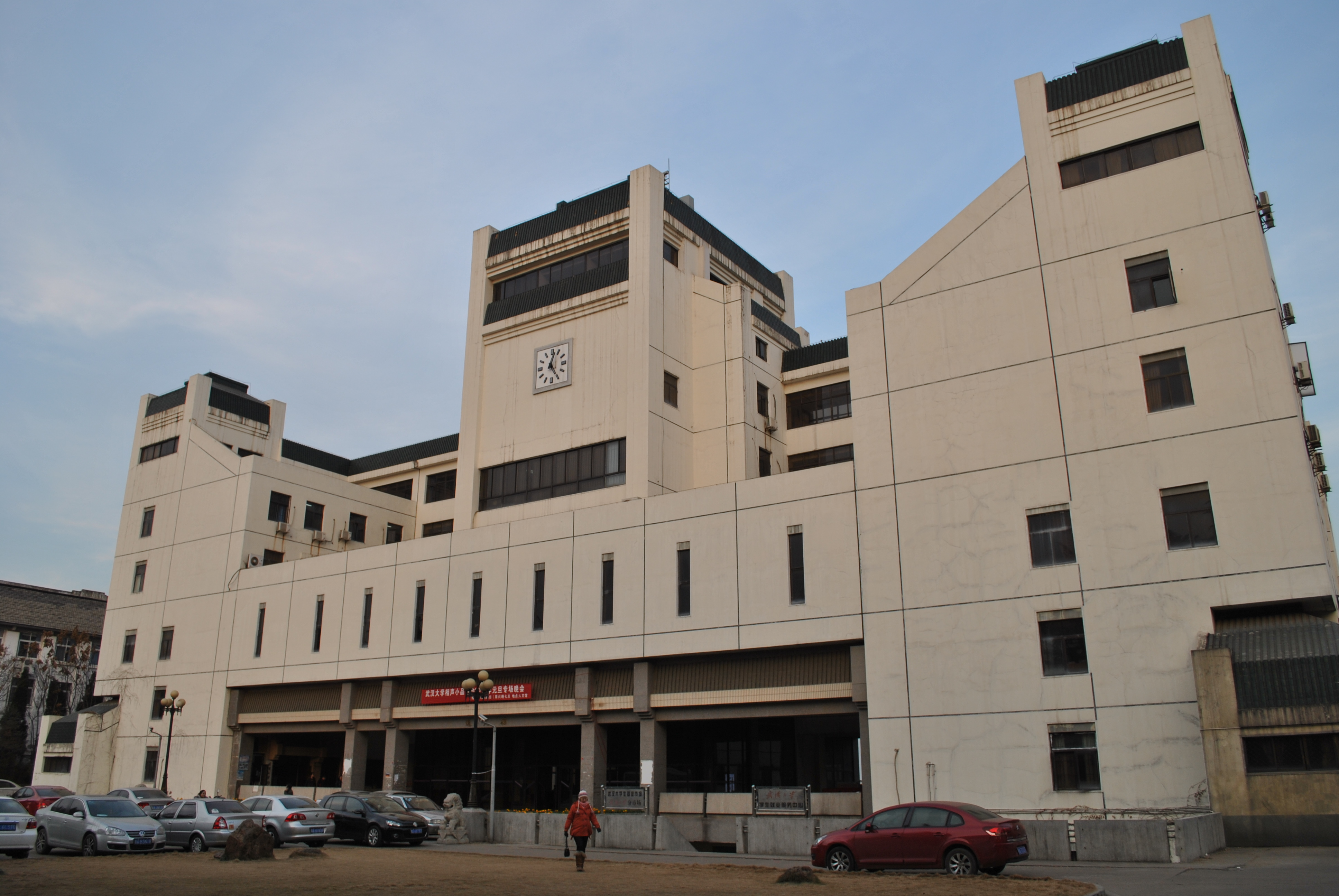
武汉大学人文馆（逸夫楼）

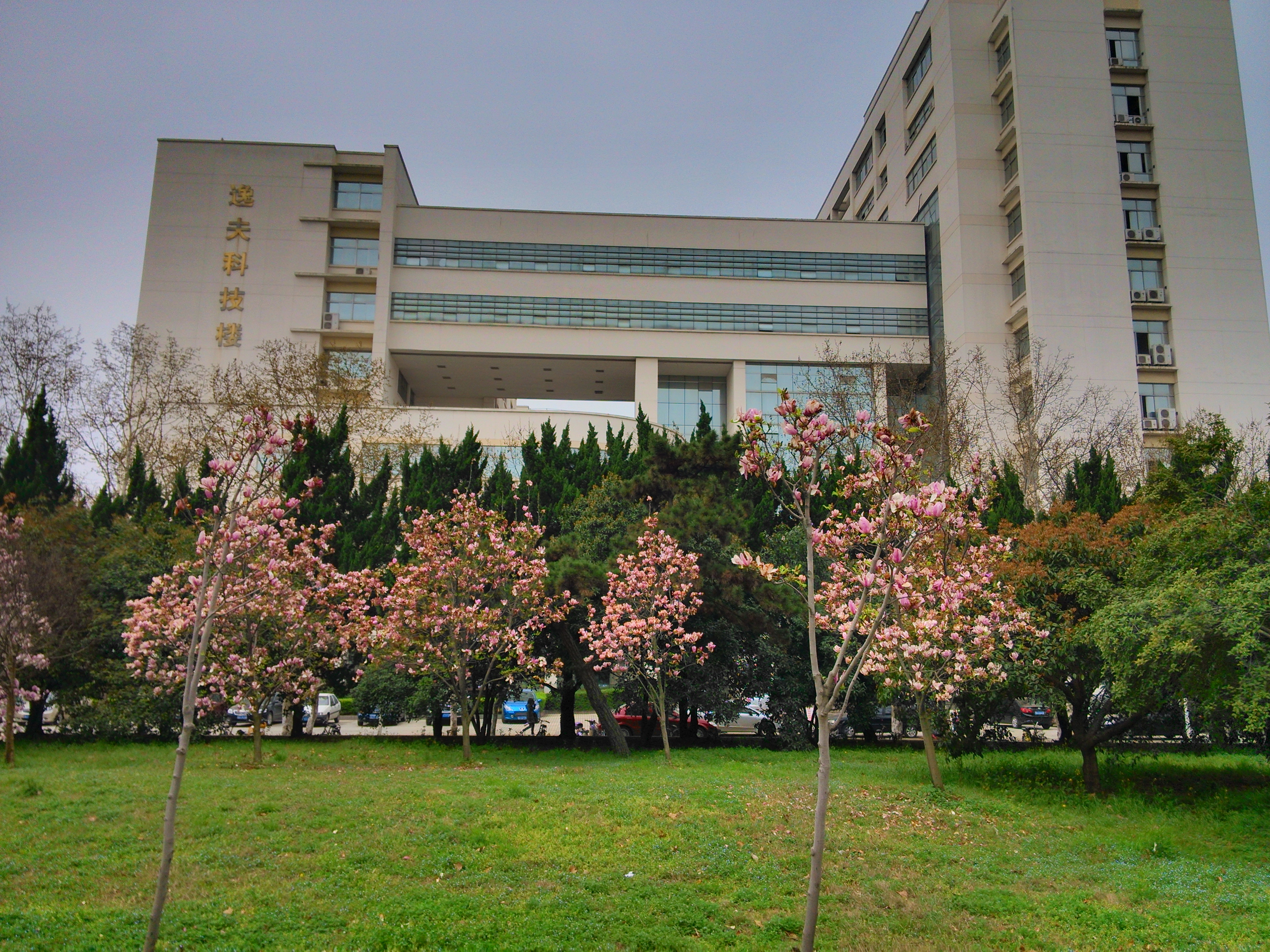
华中科技大学逸夫科技楼

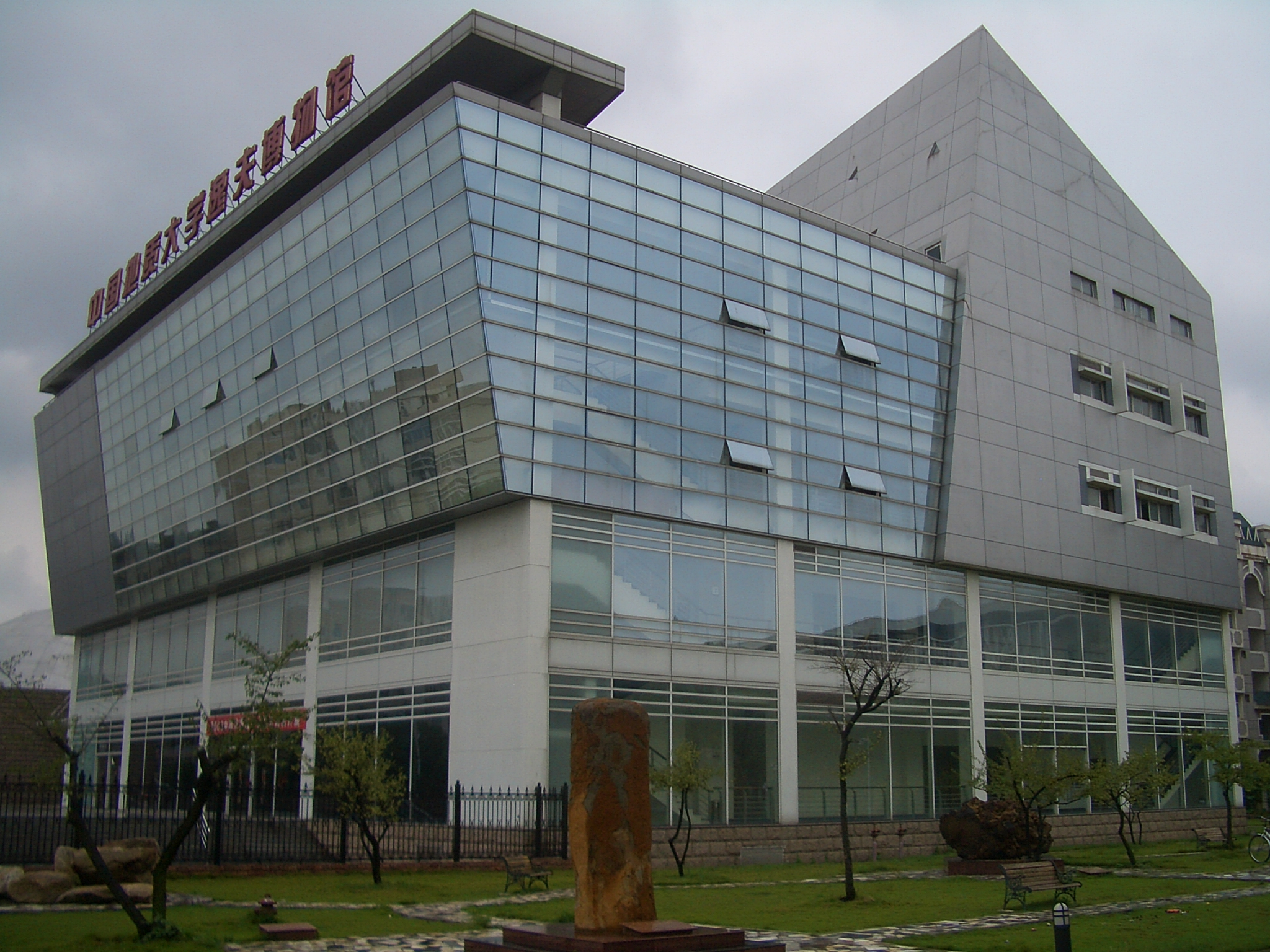
武汉中国地质大学逸夫博物馆

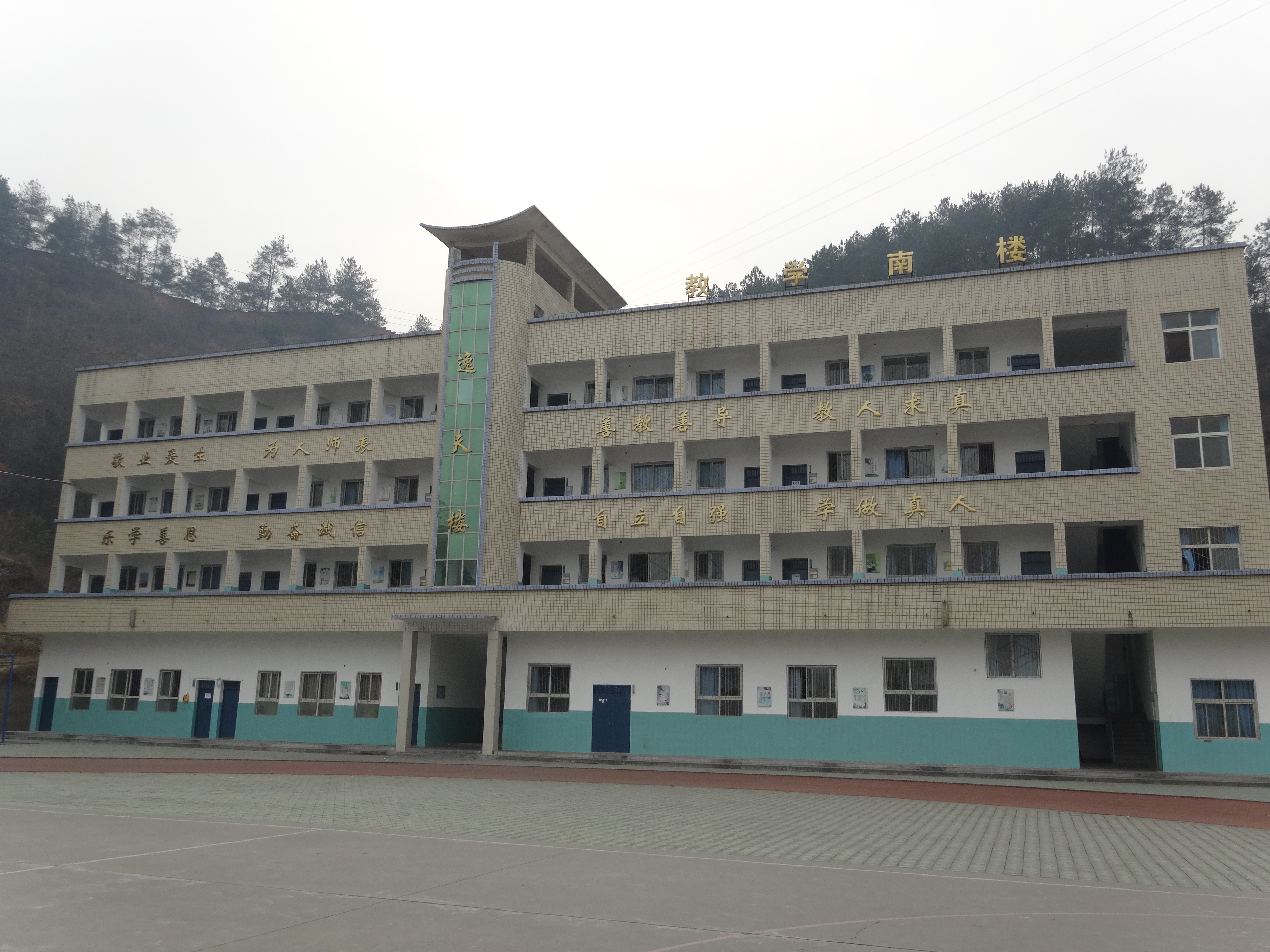
湖北十堰市第十八中学逸夫楼

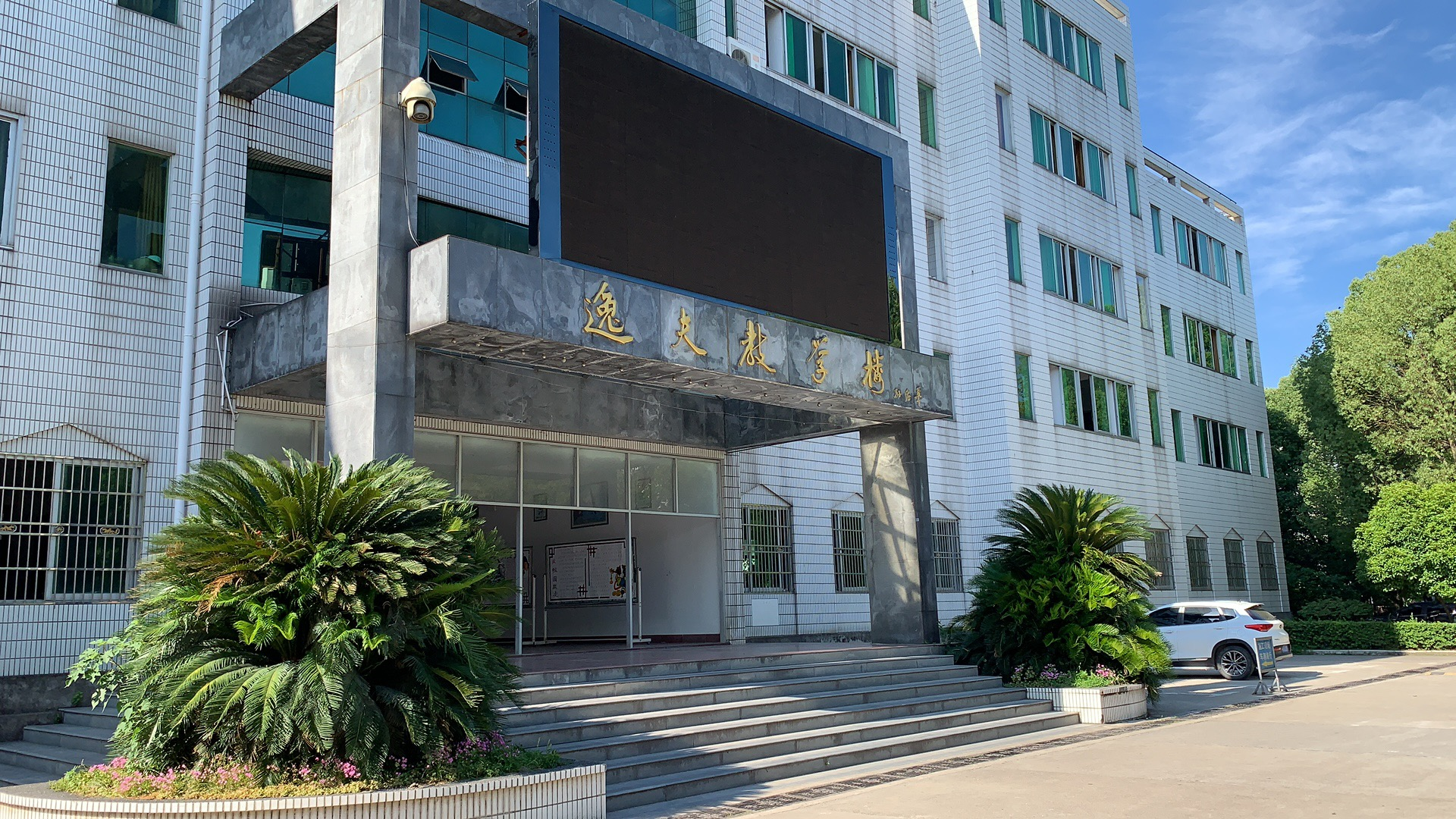
英山县第一中学逸夫楼

- 华中科技大学：逸夫图书馆，逸夫科技楼，逸夫教学楼（东九楼）
- 武汉大学：人文館（逸夫楼），生命科学大楼（逸夫楼）
- 中国地质大学：用作逸夫博物馆
- 华中师范大学：用作逸夫化学楼
- 中南财经政法大学
- 华中農業大學
- 三峡大学：逸夫教学楼[5]。
- 湖北大学
- 黄冈师范学院
- 武汉理工大学

### 黑龙江
- 黑龙江工程学院
- 哈尔滨工程大学
- 哈尔滨工业大学
- 东北林业大学
- 齐齐哈尔大学

### 遼寧
- 东北大学
- 沈阳建筑大学
- 沈阳航空航天大学
- 大连外国语大学

### 内蒙古
- 内蒙古科技大学

### 湖南
- 中南大学
- 湖南大学
- 湖南师范大学
- 湖南农业大学
- 湘潭大学
- 中南林业科技大学（长沙东园校区）
- 吉首大学（张家界校区）
- 湖南科技大学（南校区）
- 湖南人文科技学院
- 湖南女子学院

### 福建

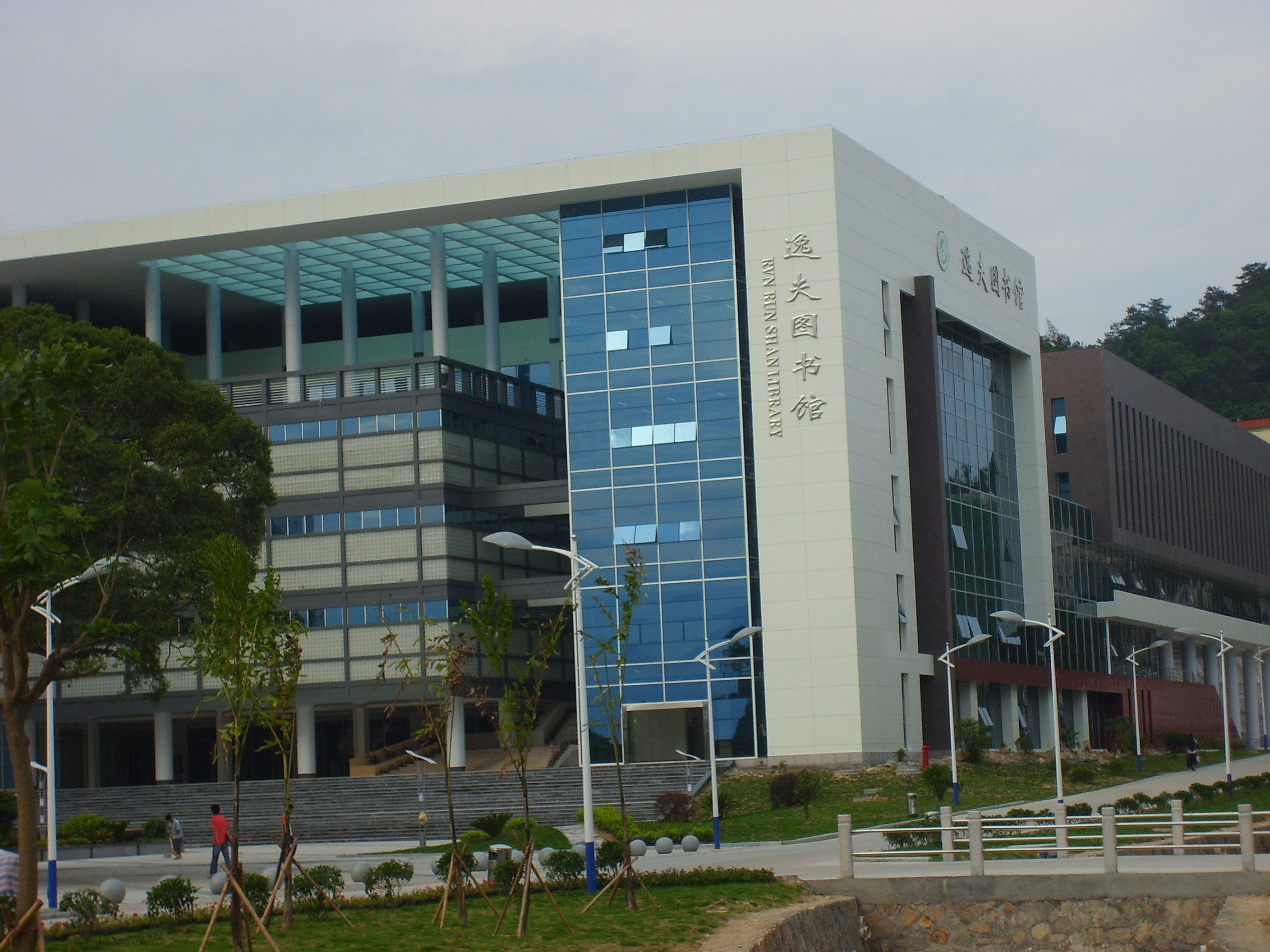
福建农林大学逸夫图书馆

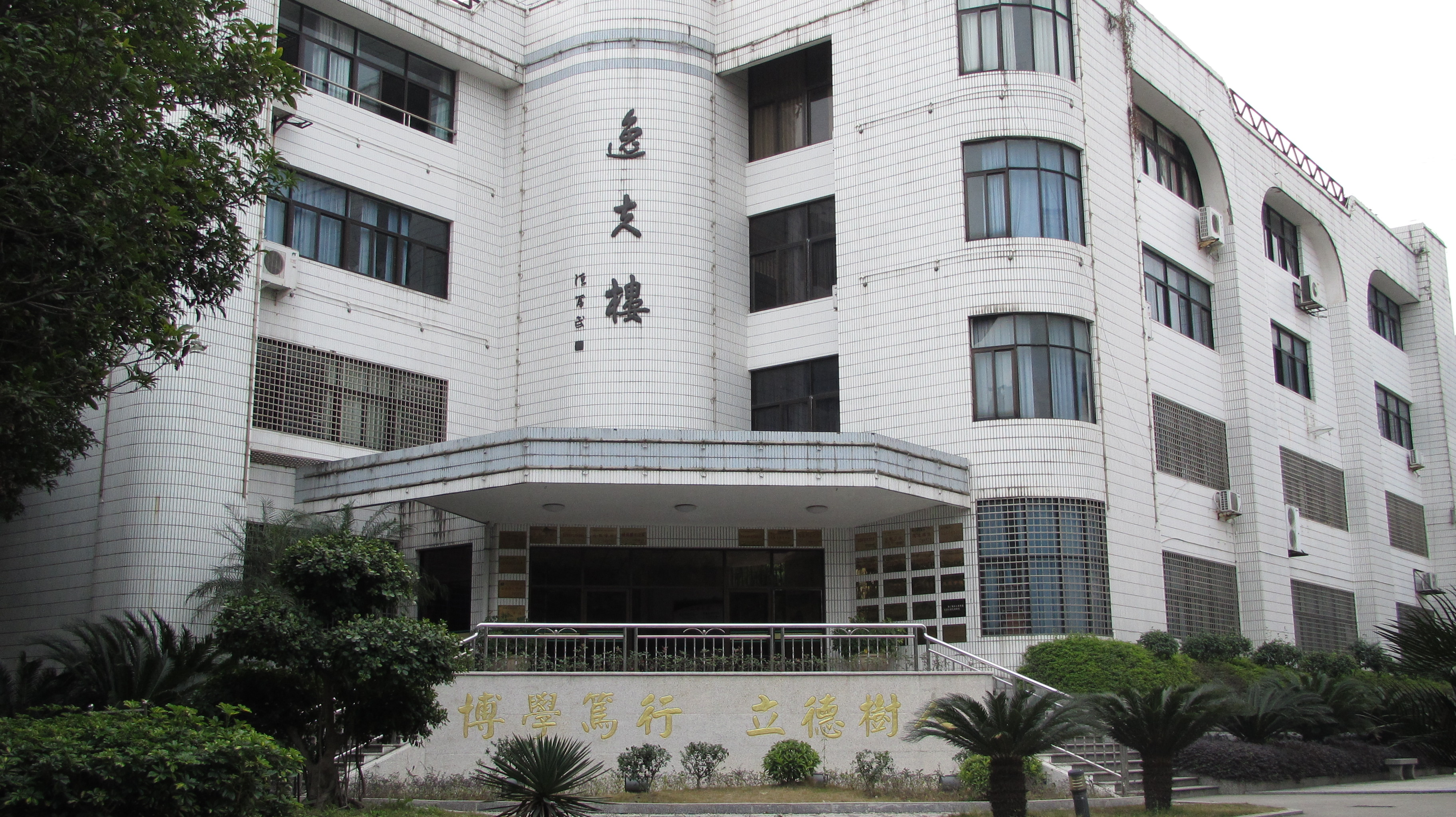
宁德第一中学逸夫楼

#### 福州
- 福州大学
- 福建医科大学
- 福建农林大学
- 福建理工大学

#### 泉州
- 华侨大学

#### 漳州
- 闽南师范大学

#### 廈門
- 厦门大学

逸夫楼（国际学术交流中心主楼）1991年3月建成，邵逸夫捐款500万港币兴建。
- 厦门理工学院

2012年获邵逸夫基金教育赠款500万港币，专款用于建设逸夫楼工程训练中心。

### 山東

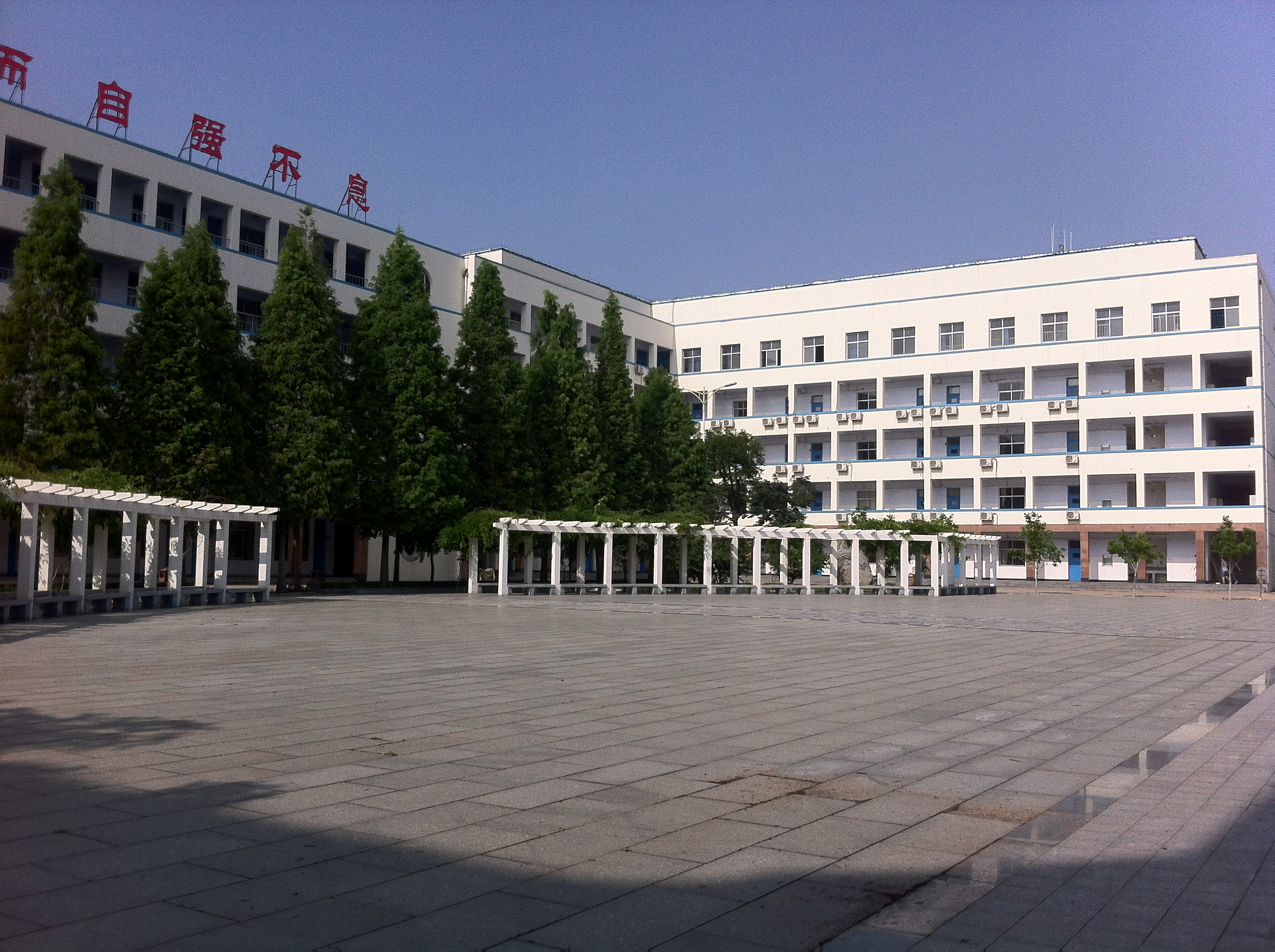
山东省泰安一中逸夫教学楼

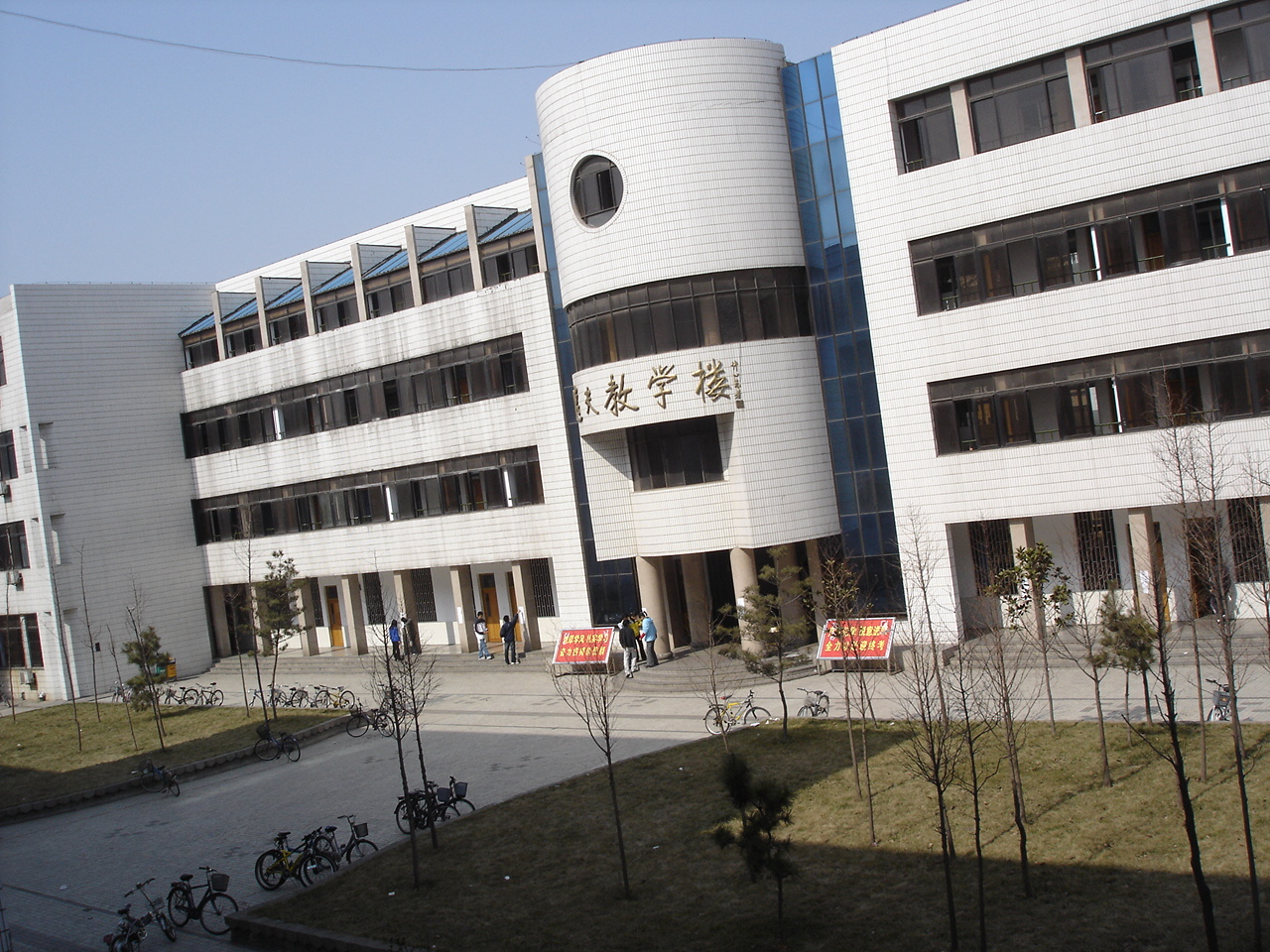
山东潍坊一中逸夫楼

- 山东大学
- 山东财经大学
- 山东建筑大学
- 中国海洋大学
- 中国石油大学
- 山东工商学院
- 烟台大学
- 聊城大学：逸夫楼，2008年8月5-7日，由教育部布置的邵氏基金第22批捐款项目中，获500万港币兴建[5]。
- 山东科技大学
- 山东理工大学
- 山东交通学院
- 曲阜师范大学

### 吉林

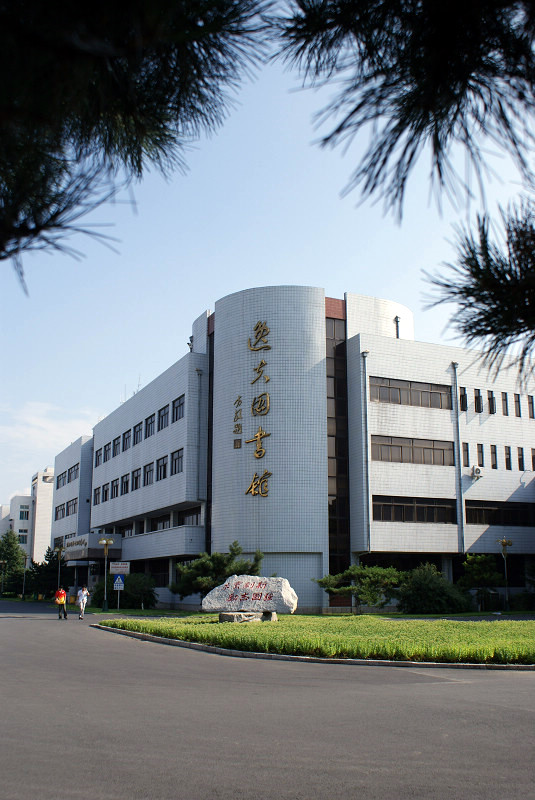
吉林大学逸夫图书馆

- 吉林大學
- 东北师范大學
- 长春理工大學
- 长春工程学院
- 吉林财经大学
- 吉林建筑大学
- 吉林化工学院
- 延边大學
- 北华大學

### 河北

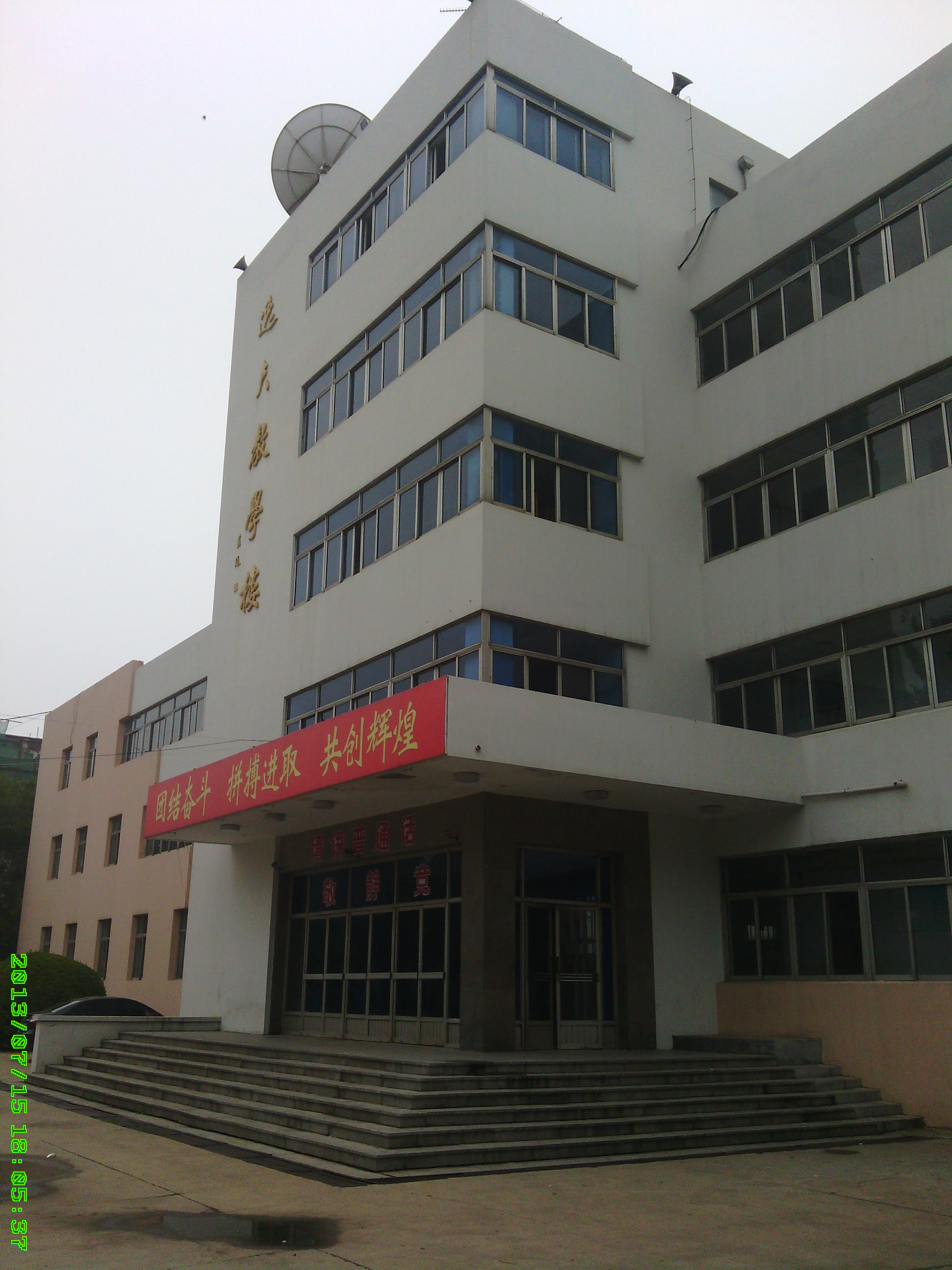
河北省泊头市第一中学逸夫教学楼

- 華北電力大學
- 河北大学
- 河北理工大学

河北科技师范学院
- 河北农业大学

### 雲南
- 云南大学
- 云南农业大学
- 云南财经大学
- 云南民族大学

### 陝西
- 西安电子科技大学: 逸夫图书馆
- 长安大学
- 西北大学
- 西安建筑科技大学
- 西安石油大学
- 陕西科技大学

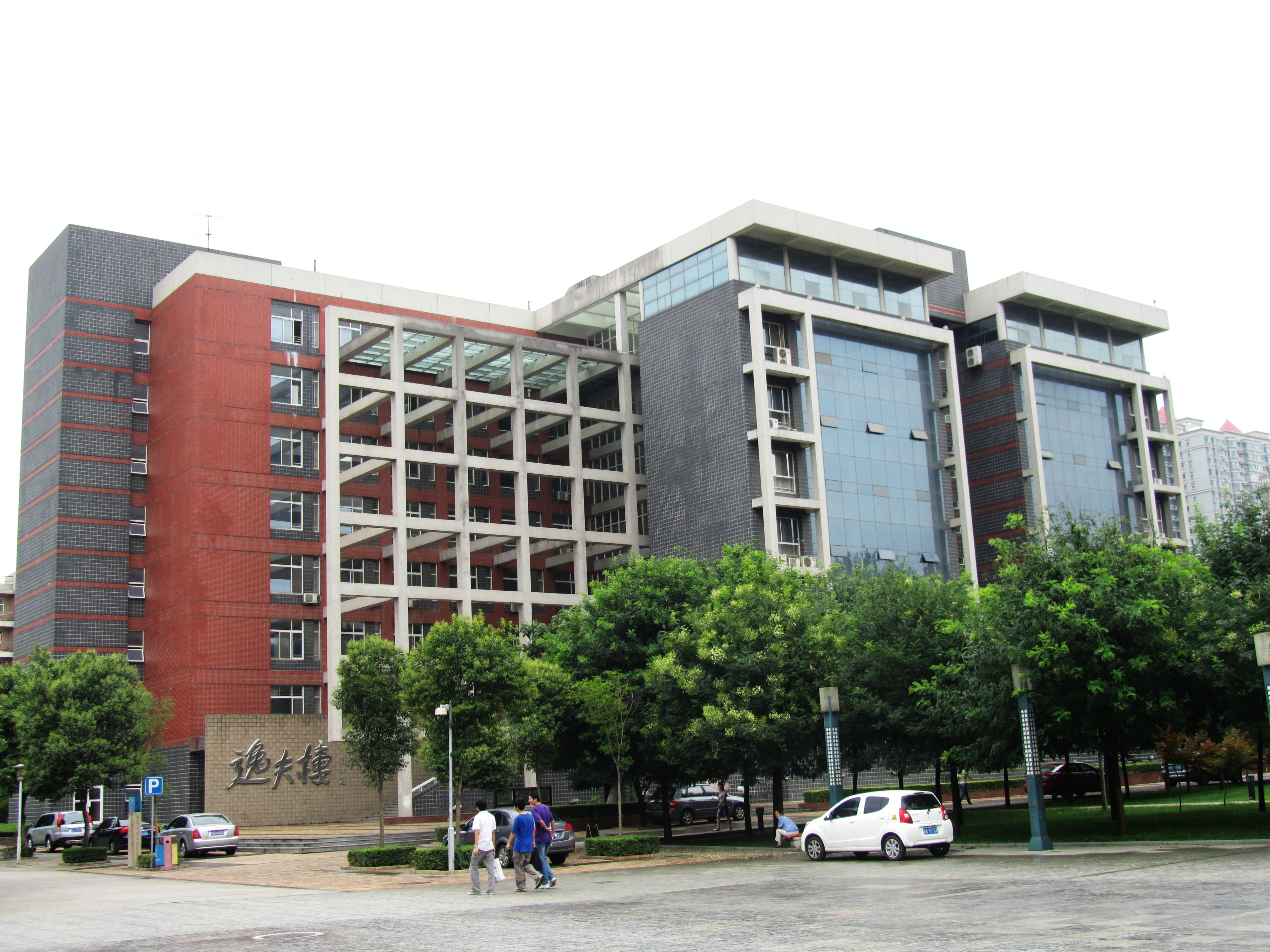
西安建筑科技大学雁塔校区逸夫楼

- 西安交通大学 ：逸夫科学馆 （1987年捐）， 逸夫工程馆 （1997年捐），逸夫外文楼 （2005年，邵氏基金资助）
- 陕西工业职业技术学院
- 西安理工大学

### 安徽

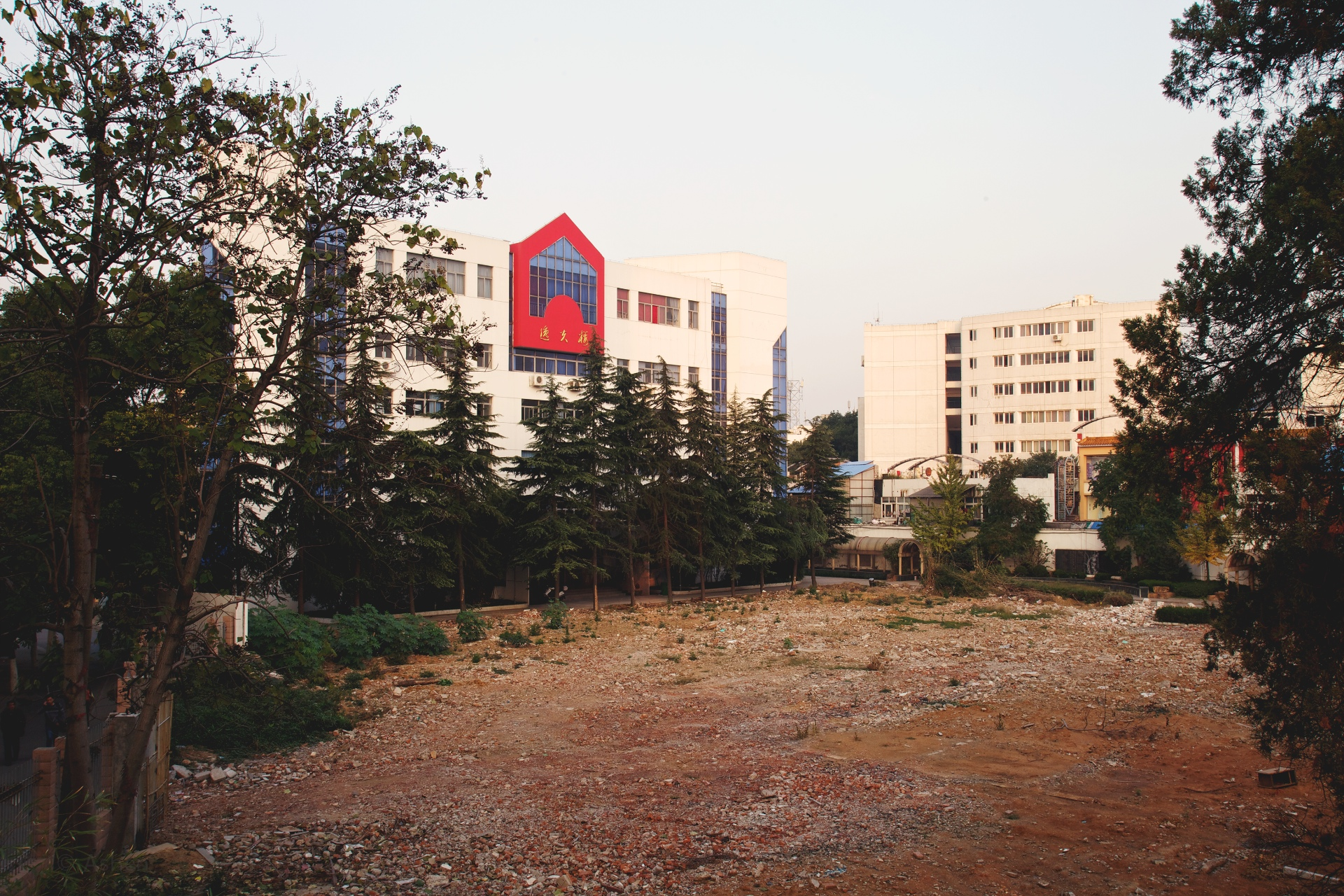
安徽师范大学附属中学逸夫楼

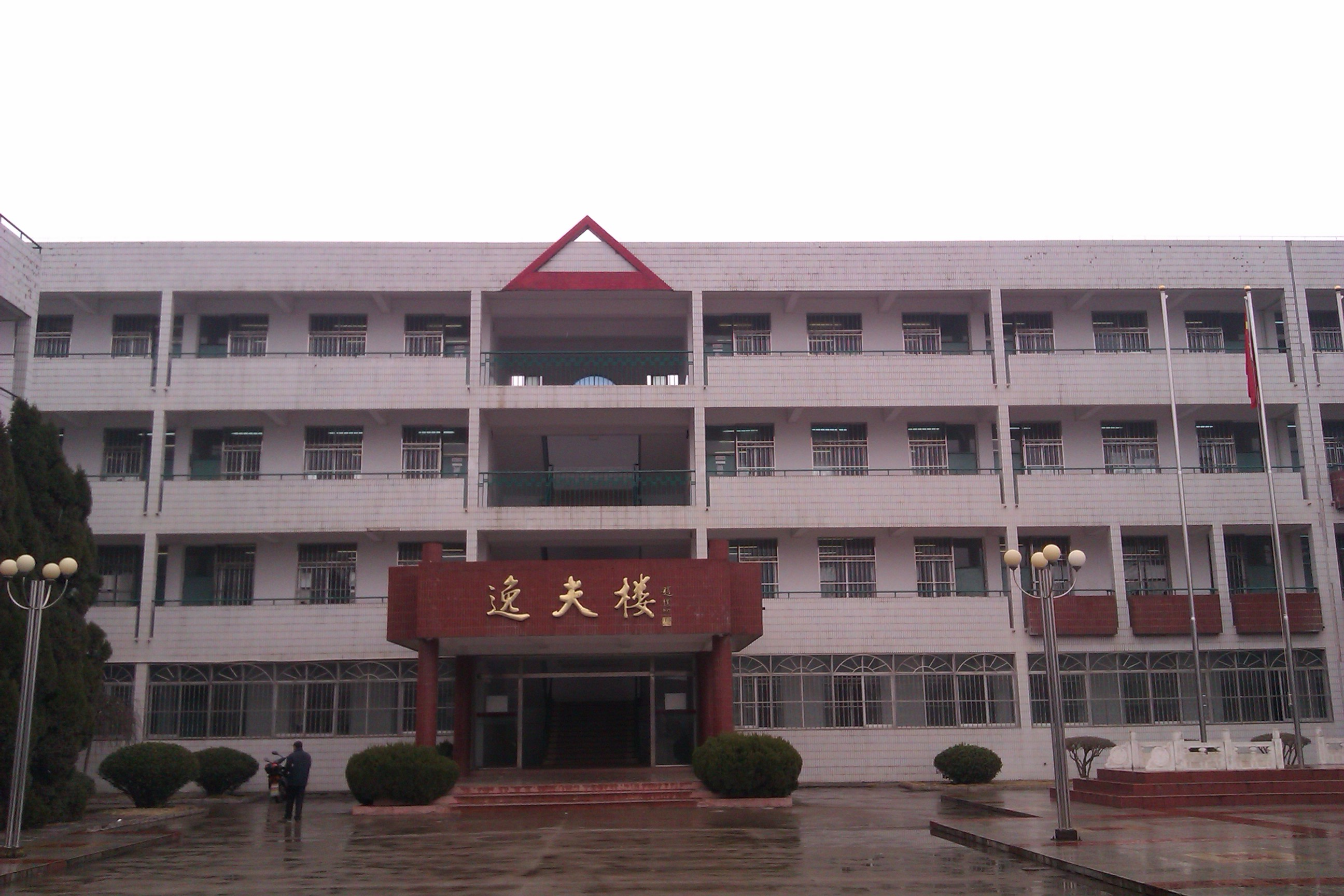
安徽庐江中学逸夫教学楼

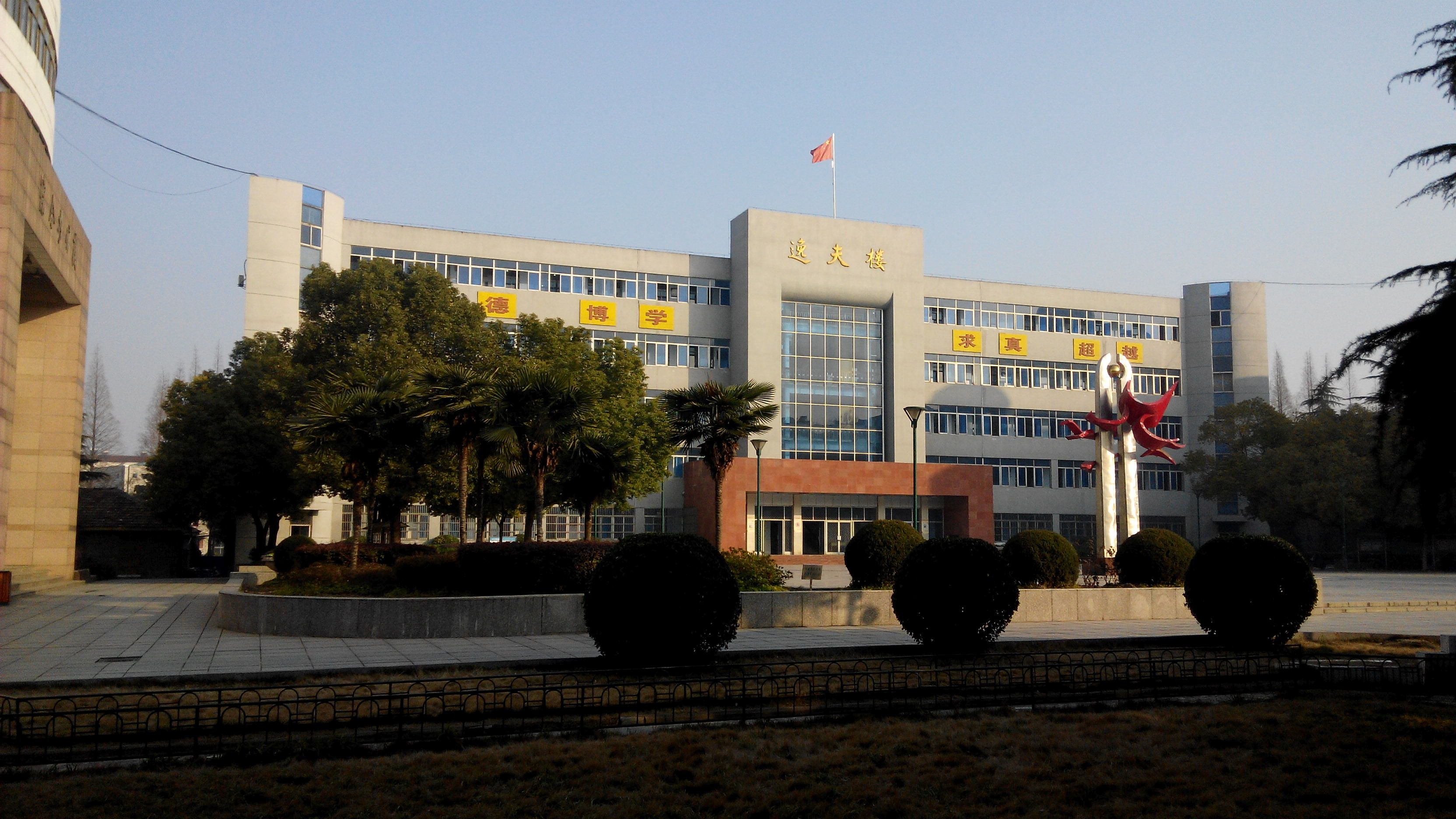
安徽无为中学逸夫楼

- 合肥工业大学
- 皖南医学院
- 安徽师范大学
- 安徽大学（龙河校区）逸夫图书馆
- 安徽工业大学（东校区）
- 安庆师范学院(龙山校区) 逸夫图书馆
- 皖西学院
- 滁州城市职业学院（原凤阳师范学校）逸夫艺术楼

### 甘肃

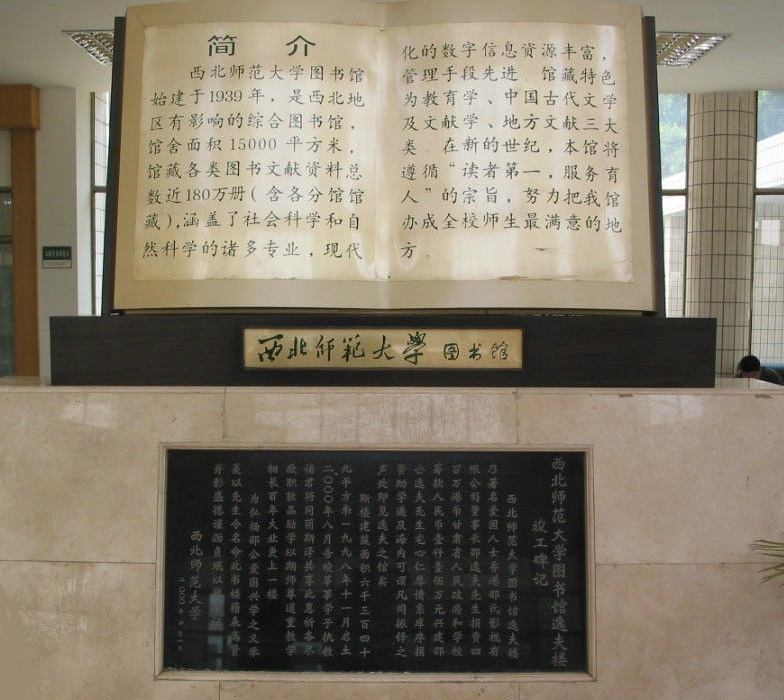
西北师范大学逸夫图书馆

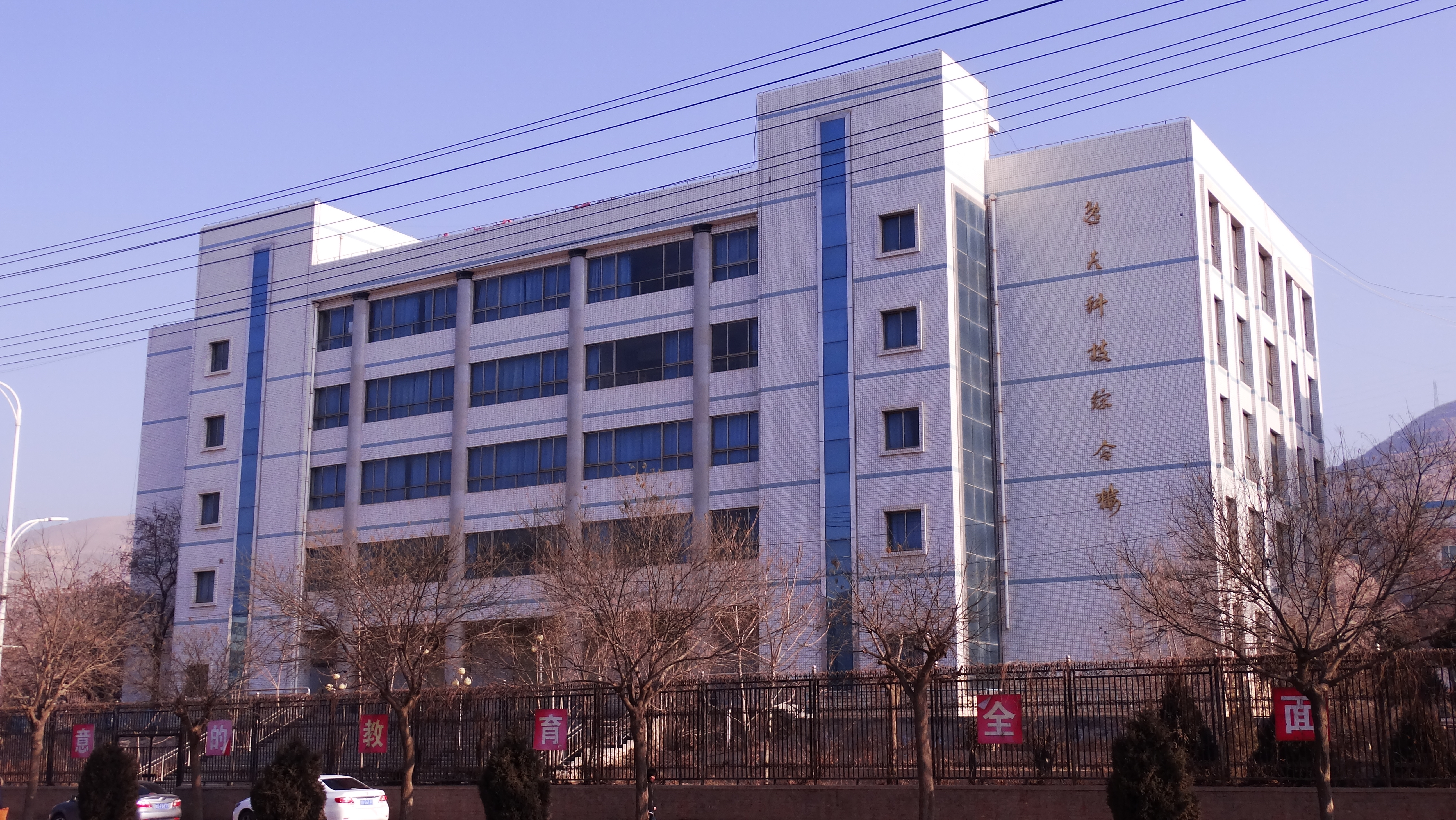
甘肃会宁一中逸夫科技综合楼

- 兰州大学
- 西北师范大学 逸夫图书馆
- 兰州交通大学
- 兰州理工大学
- 甘肃农业大学 逸夫科技馆
- 甘肃民族师范学院

### 貴州
- 贵州大学
- 贵州师范大学
- 贵阳学院

### 江西

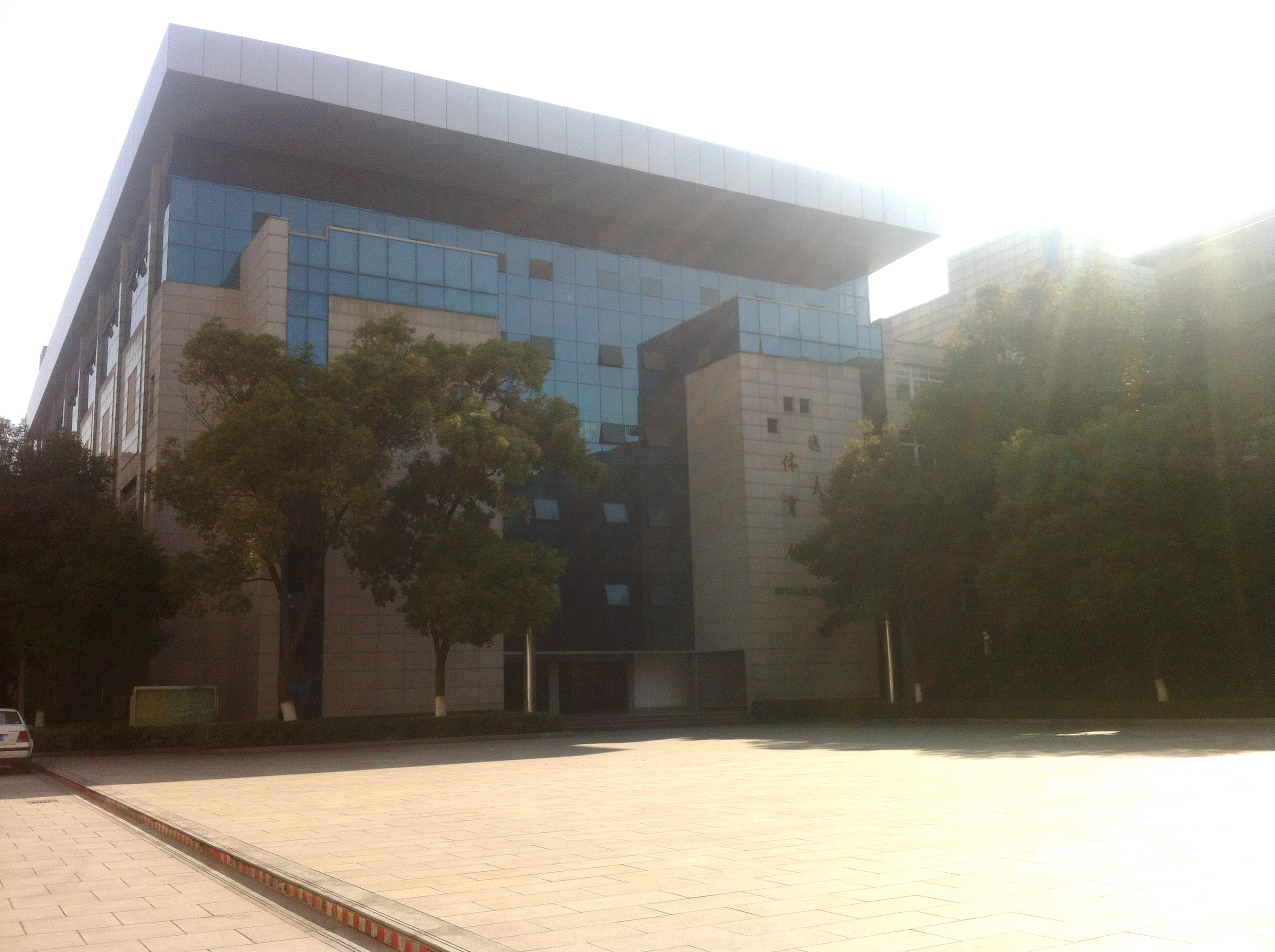
江西师大附中逸夫体育馆

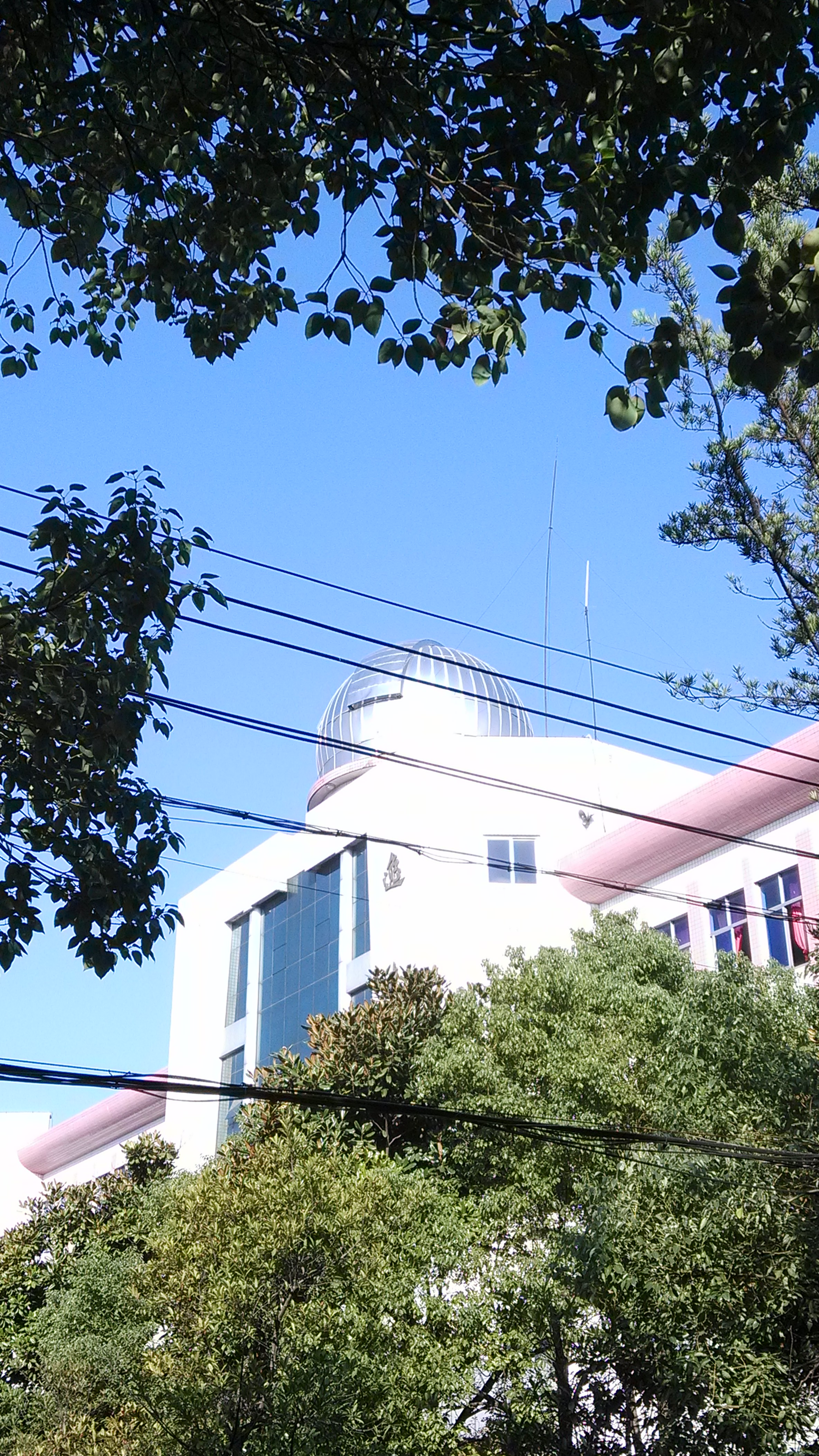
江西省抚州市第一中学逸夫楼

- 江西师范大学
- 江西农业大学
- 南昌大学
- 南昌航空大学  研究生学院 逸夫教学楼
- 江西理工大学
- 宜春学院
- 景德镇陶瓷大学
- 九江学院
- 南昌工程学院

### 河南
- 郑州大学
- 河南大学
- 安阳师范学院
- 信阳师范学院
- 洛阳师范学院
- 南阳师范学院
- 周口师范学院
- 河南师范大学
- 许昌学院

### 廣西
- 广西师范大学
- 广西大学

### 香港
| 学校         | 名称               | 捐献年    | 坐标                                          | 备注 | 图片 |
| ------------ | ------------------ | --------- | --------------------------------------------- | --- | ---- |
| 香港大學     | 邵逸夫楼           |           |                                               | |      |
| 香港大學     | 邵仁枚樓           |           |                                               | |      |
| 香港大學     | 逸夫苑             |           |                                               | |      |
| 香港大學     | 逸夫教學樓         |           |                                               | |      |
| 香港中文大學 | 逸夫書院           | 1985年5月 |                                               | 该校第四所成員書院，捐赠1.1亿港元兴建，大学校董会命名，邵逸夫爵士担任书院创办人。是该校首座晚于中文大学兴建的书院。 |      |
| 香港中文大學 | 邵逸夫堂           |           |                                               | |      |
| 香港中文大學 | 邵逸夫夫人樓       |           |                                               | |      |
| 香港中文大學 | 逸夫科學大樓       |           | 22°25′10″N 114°12′19″E / 22.4195°N 114.2054°E | |      |
| 香港中文大學 | 逸夫小廚           |           |                                               | |      |
| 香港城市大學 | 邵逸夫圖書館       |           |                                               | |      |
| 香港城市大學 | 邵逸夫創意媒體中心 |           |                                               | 被德國漢堡的安普瑞斯建築顧問公司評選為世界十大最美麗大學建築之一                                                    |      |
| 香港浸會大學 | 逸夫校園           | 1995年    |                                               | 位于九龙仔联福道，于1995年落成启用。占地 9,000 平方米，特色是设有开扬的空间和广场，以及一条贯通整个校园的大道。     |      |
| 香港浸會大學 | 逸夫行政樓         |           |                                               | |      |
| 香港浸會大學 | 邵逸夫大楼         |           |                                               | |      |
| 香港理工大學 | 邵逸夫楼           |           |                                               | |      |
| 香港理工大學 | 邵逸夫體育館       |           |                                               | |      |
| 香港樹仁大學 | 邵美珍堂           |           |                                               | 以原配夫人命名 |      |
| 香港科技大學 | 逸夫演藝中心       |           |                                               | |      |

### 新疆
- 新疆大学，北校区的逸夫楼于1990年建成，是疆内高校中的首栋逸夫楼，建筑面积9192平方米。2000年后，邵逸夫决定再次向新疆大学捐建逸夫楼，第二栋逸夫楼于2005年在新大校本部建成，建筑面积达8730平方米。[4]
- 新疆医科大学[4]
- 新疆师范大学逸夫图书馆
- 石河子大学

## 中学

### 北京
- 北京大学附属中学
- 中国人民大学附属中学
- 北京师范大学附属实验中学

### 上海
- 上海市上海中學
- 上海市复旦中學逸夫楼（教学实验楼）

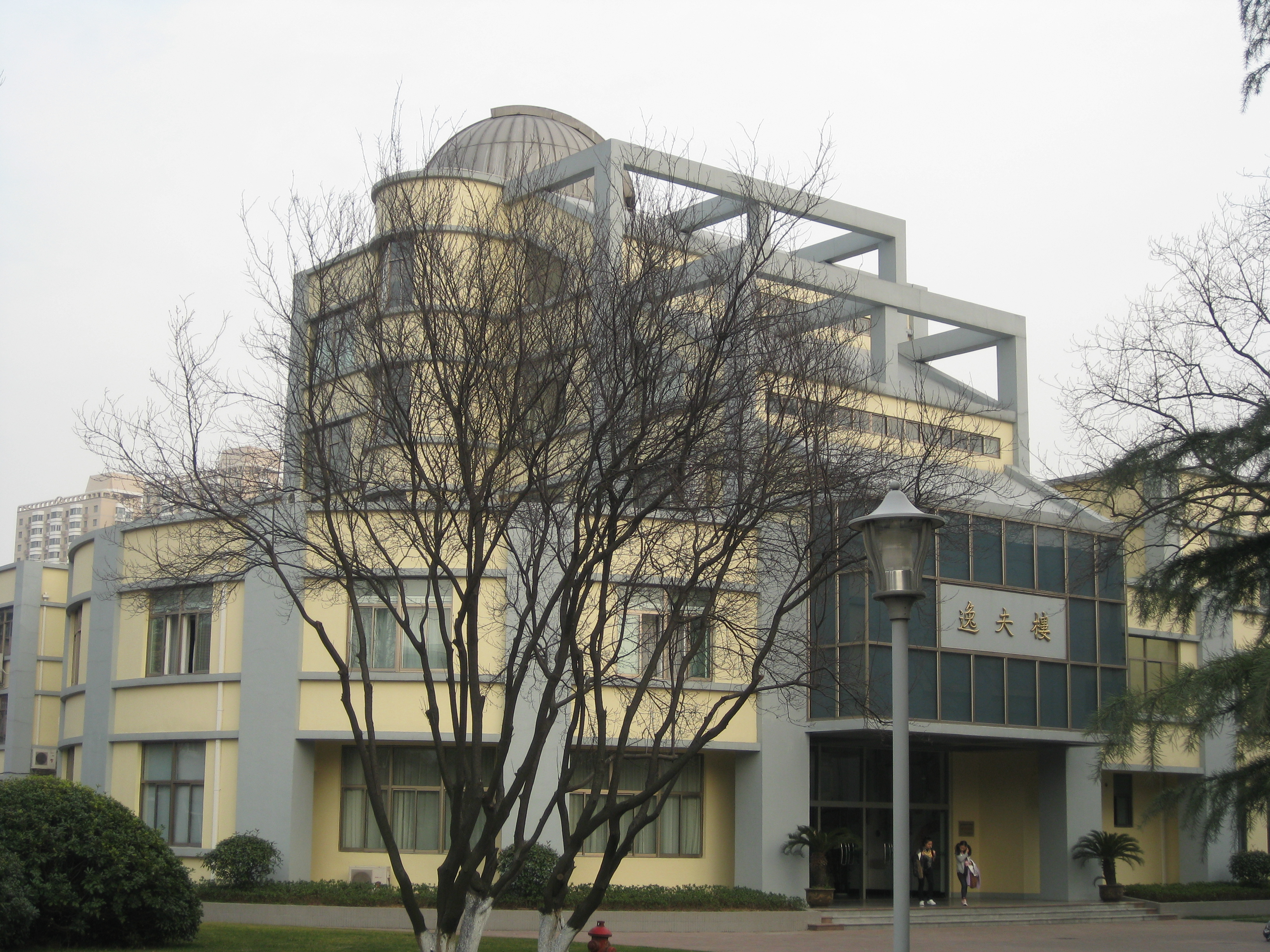
上海中学逸夫楼（实验楼）

- 上海市松江一中逸夫楼，落成于2003年，原为信息大楼，已于2010年改造为新疆部生活楼。[22]

### 天津
- 天津市第一中學逸夫楼（改為实验楼）
- 天津市实验中学逸夫楼
- 天津三中
- 天津市滨海新区大港实验中学 （原大港一中）

### 重慶
- 重庆市第一中学
- 重庆市南开中学
- 重庆市第八中学
- 重庆市第十八中学
- 重庆市巴蜀中学
- 重庆外国语学校
- 西南大学附属中学
- 重庆育才中学
- 重庆市第三十七中学

### 廣東
- 華南理工大學附屬实验学校（中學部）
- 广州市第二十三中学
- 湛江市第四中学（1994，80万港元）
- 湛江市第十中学
- 增城区增城中学初中部

### 福建

#### 福州
- 福建省福州第一中学高中部

逸夫楼
- 永泰县城关中学

逸夫楼
- 永泰县第一中学

逸夫楼

#### 三明
- 将乐县水南中学

#### 厦门
- 厦门市逸夫中学

#### 漳州
- 福建省漳浦第一中学

逸夫图书馆

#### 龙岩
- 福建省连城县第一中学

逸夫楼
- 龙岩市第四中学

逸夫樓

#### 宁德
- 福建省宁德第一中学

逸夫楼

### 江蘇
- 扬州中学
- 海州高级中学
- 常州第五中学
- 江苏省淮阴中学
- 滨海中学
- 溱潼中学
- 镇江市外国语学校

### 浙江
- 杭州学军中学
- 杭州外国语学校
- 浙江春晖中学
- 宁波逸夫中学
- 奉化奉港中學
- 寧波逸夫職業高級中學
- 桐乡市邵逸夫中学
- 長興縣洪橋逸夫中學
- 杭州市萧山区第五高级中学
- 嘉兴市嘉善一中逸夫楼（教学楼）

### 安徽
- 安徽省庐江中学
- 安徽省六安一中
- 安徽省枞阳中学
- 安徽省浮山中学
- 安徽省桐城中学
- 安徽省舒城中學
- 安徽省砀山中学
- 安徽省宣城中学（教学楼）
- 安徽师范大学附属中学
- 安徽省颍上县第三中学（实验楼）
- 安徽省砀山县砀山第一中学逸夫楼（图书馆）
- 安徽省无为中学
- 安徽省合肥市第17中学
- 安徽省合肥市第35中学

### 江西
- 江西师范大学附属中学
- 江西省白鹭洲中学
- 泰和二中
- 宜春中学
- 宜丰中学
- 安义中学
- 抚州一中
- 乐平四中
- 江西省瑞金市第三中学 逸夫教学楼

### 湖南
- 长沙市第一中学
- 岳陽市第一中學
- 东安县第一中学
- 衡南縣第八中學（教学楼）
- 娄底市第一中学
- 衡陽市逸夫中學
- 黑山嘴乡逸夫中学
- 石门县第二中学逸夫科技楼
- 岳阳市第一中学
- 岳阳县第一中学
- 三堂街镇中心学校
- 长沙长郡湘府中学（原长沙第三十五中学）

### 湖北
- 浠水县第一中学
- 英山县第一中学
- 华师一附中
- 武昌实验中学
- 黃岡中學
- 郧阳中学
- 团风中學
- 罗田县第一中学
- 麻城一中
- 赤壁一中
- 仙桃中学
- 天門中學
- 洪湖市实验中学
- 洪湖市第一中学
- 黄陂区第一中学
- 大冶市第一中学
- 丹江口市第二中学
- 通城县第一高级中学
- 十堰市第十八中学
- 红安县第一中学

### 河南
- 河南省实验中学逸夫楼
- 河南信阳市息县二高逸夫楼（教学楼）
- 河南焦作市实验中学逸夫楼（教学楼）
- 河南省焦作市第十一中学逸夫科技楼（实验楼）
- 河南省焦作市第十八中学逸夫楼（教学楼）
- 河南师范大学附属中学逸夫楼（教学楼）
- 河南省郑州市第一〇一中学逸夫楼（已预定拆除）
- 河南省内黄县第一中学逸夫楼（教学楼）
- 河南省南阳市第一中学逸夫楼（实验楼）

### 河北
- 河北省河北衡水中学（科教馆）
- 石家庄外国语学校
- 河北省石家庄市第一中学（教学楼）
- 河北省石家庄市第二中学（教师办公楼）
- 河北省河北师大附中（教学楼）
- 河北省秦皇岛市第一中学（图书馆）
- 河北省沧州市第一中学（科学楼）
- 河北省肥乡县第一中学（图书馆）
- 河北省临漳县第一中学（图书馆）
- 青龙满族自治县逸夫中学
- 河北省宣化县第一中学（综合楼）
- 泊头市第一中学
- 河北省石家庄市北新街小学

### 遼寧
- 辽宁省锦州市第八中学（教学楼）
- 辽宁省锦州市逸夫中学
- 辽宁省实验中学（图书馆）

### 山西
- 山西省实验中学（解放路校区 逸夫体育馆）
- 太原五中（逸夫堂）
- 山西大学附属中学
- 太原姚村镇中学逸夫楼
- 太谷中学逸夫科技楼
- 临县一中逸夫综合楼
- 榆次一中逸夫图书楼
- 山西省永济市逸夫中学
- 晋城市阳城县董封乡逸夫中学

### 山東
- 山东师范大学附属中学（教学楼）
- 山东省烟台市第二中学（教学楼）
- 山东省泰安第一中学（教学楼）
- 山东省泰安第二中学（教学楼）
- 山东省泰安泰山学院附属中学（教学楼）
- 山东省淄博第一中学（教学楼）
- 山东省潍坊市第一中学
- 山东省聊城市第一中学（教学楼）

### 陝西
- 西安市第八十五中学（图书馆）
- 陕西省延安市陕西延安中学逸夫科学楼
- 咸阳市礼泉逸夫中学
- 咸阳市武功县逸夫初级中学
- 渭南市华县赤水逸夫中学
- 陕西省清涧县逸夫小学
- 西安市华清中学逸夫科技楼

### 四川
- 四川省南充市南充职业技术学院附属中学
- 四川省西昌市第一中学（教学楼）
- 四川省自贡市蜀光中学
- 四川省绵阳中学（图书馆）
- 四川省德阳中学
- 四川省南充市南部县永定初中
- 四川省南充市仪陇县新政中学
- 四川省南充市仪陇县回春初中
- 四川省南充市营山县化育初级中学
- 四川省绵阳南山中学
- 四川省成都七中
- 四川省成都市树德中学
- 四川省成都石室中学
- 四川省攀枝花市第三高级中学校（教学楼）
- 四川省平昌中学
- 四川省广安市友谊中学（综合楼）

### 貴州
- 贵州省都匀市第一中学（科技楼）
- 贵州省贵阳市实验中学（教学楼）
- 贵州省贵阳市第五中学（教学楼）
- 贵州省毕节一中（教学楼）
- 贵州省毕节二中教学楼（教学楼）
- 凯里市舟溪逸夫中学
- 毕节市金沙县逸夫中学

### 云南
- 普洱市思茅区倚象镇逸夫中学
- 文山壮族苗族自治州西畴县逸夫中学
- 怒江州民族中学逸夫楼
- 普洱市思茅区民族中学逸夫楼

### 甘肃
- 甘肃省兰州第一中学
- 天水市逸夫实验中学
- 会宁县第一中学
- 临夏市第一中学

### 黑龍江

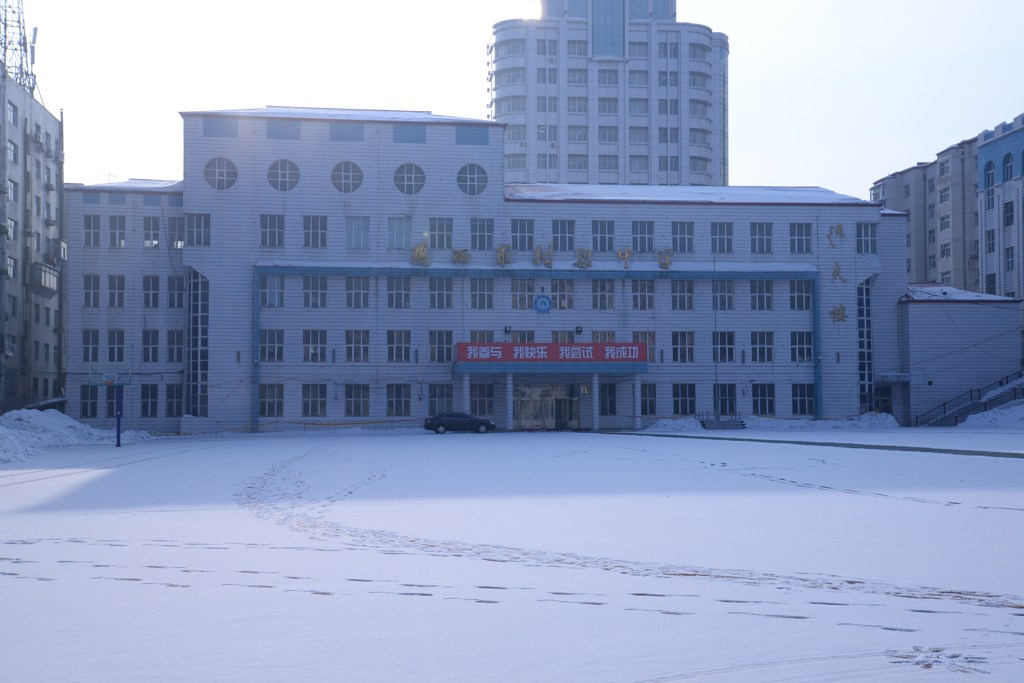
鸡西市树梁中学逸夫楼

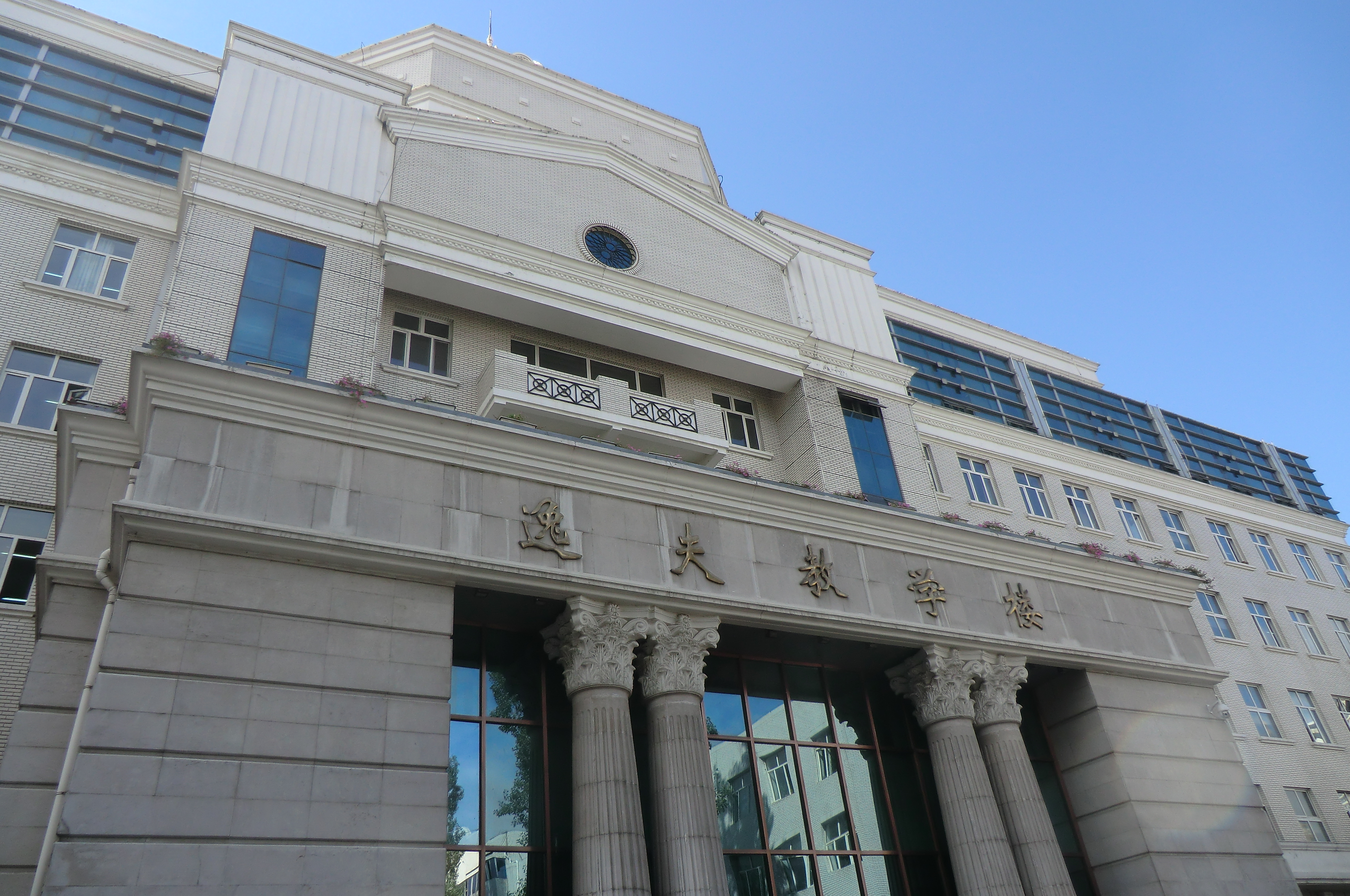
哈尔滨师范大学附属中学逸夫教学楼

- 哈尔滨市第二十六中学逸夫楼（食堂与寝室）
- 哈尔滨市南岗区逸夫中学
- 哈尔滨师范大学附属中学
- 虎林市逸夫中学
- 尚志市逸夫中学
- 黑河市逸夫中学
- 七台河市逸夫中学
- 佳木斯市第五中学
- 鸡西市树梁中学

### 寧夏
- 银川一中
- 平罗县渠口逸夫九年制学校
- 吴忠四中逸夫科技楼
- 银川市唐徕回民中学

### 青海
- 青海师范大学附属中学逸夫楼
- 海东地区互助土族自治县威远镇逸夫中学
- 乐都县第一中学逸夫楼

### 广西

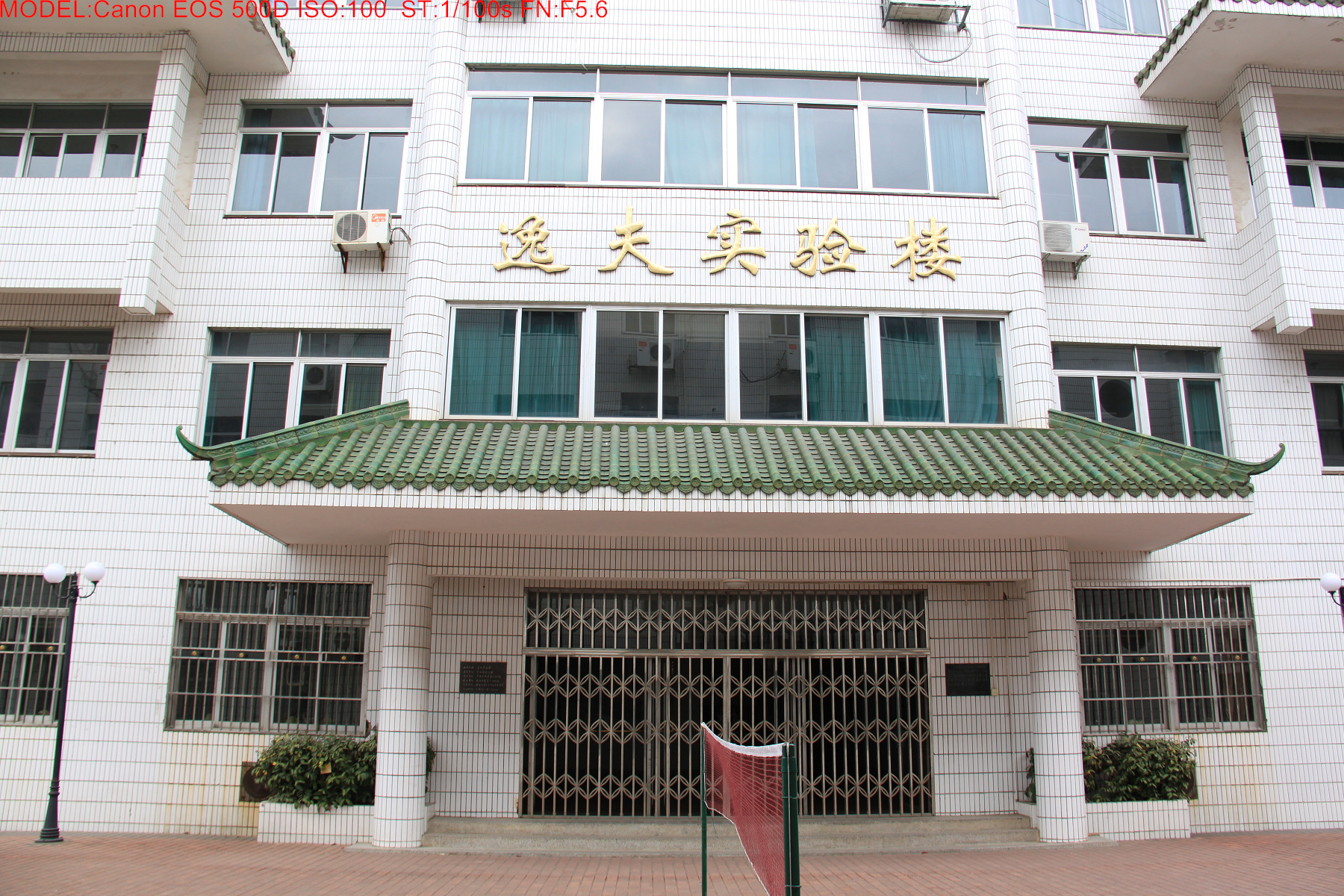
桂林宝贤中学逸夫实验楼

- 桂林市宝贤中学逸夫楼
- 南宁市第三中学逸夫体育馆
- 广西师范大学附属外国语学校逸夫楼

### 海南

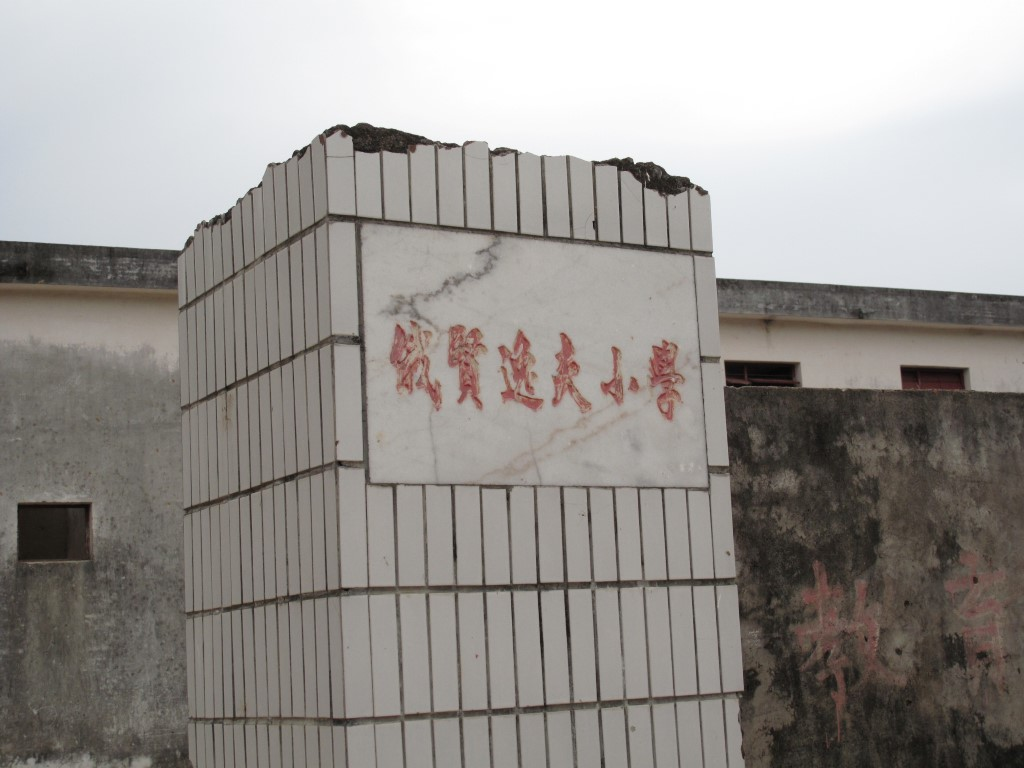
海南省 東方市 俄賢逸夫小學

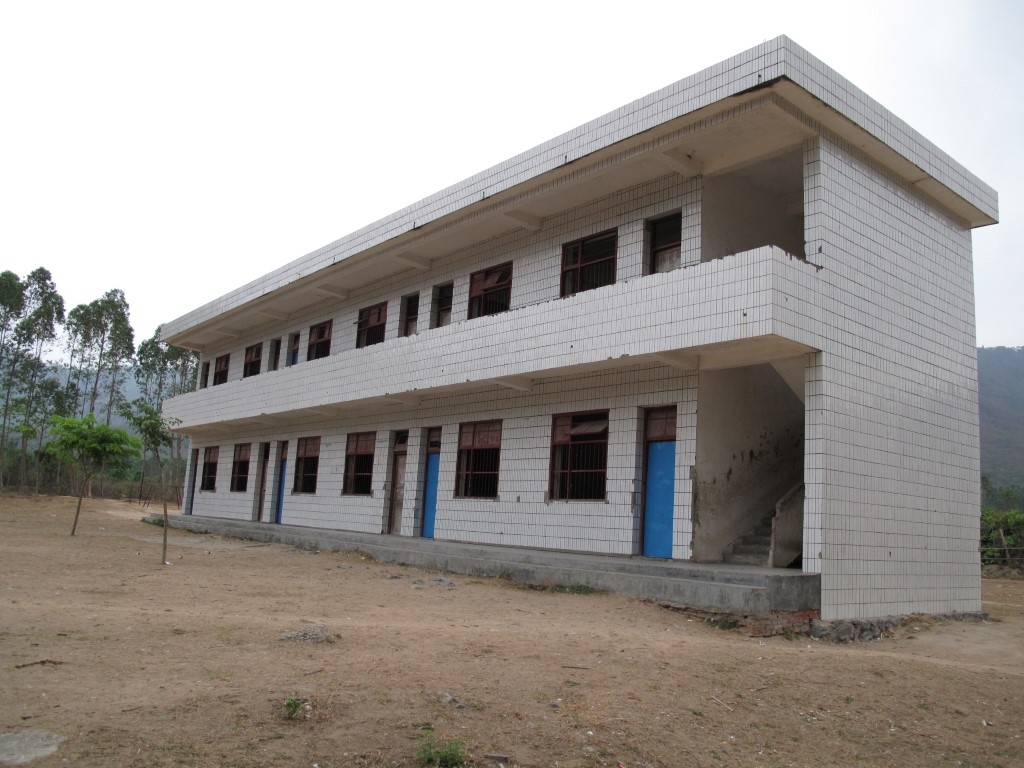
海南省 東方市 俄賢逸夫小學

- 三亚逸夫中学

### 新疆

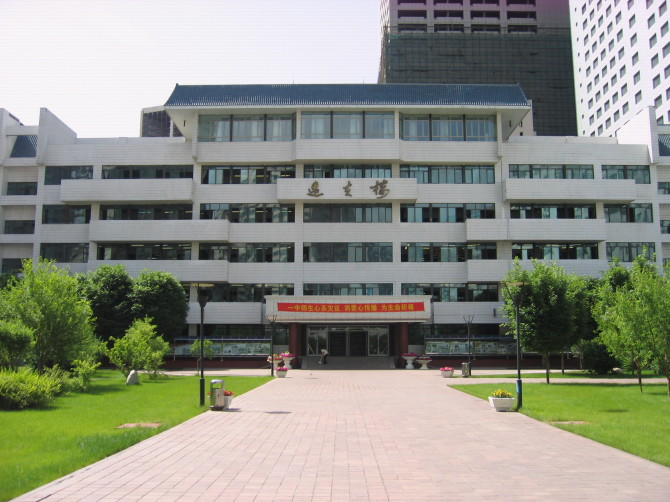
乌鲁木齐市第一中学

- 乌鲁木齐市第一中学，邵逸夫捐助80万元港币.[4]
- 乌鲁木齐市第七中学[4]
- 乌鲁木齐市第十三中学[4]
- 新疆实验中学，邵逸夫捐助70万元港币。[4]
- 图木舒克市逸夫中学
- 石河子市第二十二中学（东城中学）
- 石河子市第一中学
- 五家渠市第一中学
- 五家渠市高级中学
- 农一师高级中学
- 察布查尔县第三中学

### 内蒙古
- 呼和浩特市第十六中学第一外国语学校

## 小学

### 上海
- 上海市徐汇区逸夫小学
- 浦东新区逸夫小学
- 青浦區逸夫小學

### 天津
- 天津市和平区岳阳道小学

### 重慶
- 重庆市北碚区朝阳小学
- 重庆市渝中区人和街小学

### 廣東
- 湛江市第十六小学（曾用名湛江市逸夫小学）（1994，主教学楼，50万港元）
- 湛江市晨光小学（1996）

### 海南
- 俄賢逸夫小学

### 福建
福安市逸夫小学、莆田市逸夫实验小学、安溪县逸夫实验小学、汤坑小学、蚶江镇中心小学、莆田市秀屿区东峤前沁逸夫小学

### 廣西
- 南寧市逸夫小學
- 桂林市逸夫小学
- 柳州市飞鹅路逸夫小学
- 梧州市逸夫小学
- 北海市海城區逸夫小學
- 百色市逸夫小學
- 百育鎮逸夫小學
- 桂林市七星区卓然小学

### 江蘇
- 南京市双塘逸夫小学：逸夫教学辅助楼[23]
- 江苏省滨海县实验小学：逸夫楼教學樓
- 江苏省连云港市解放路小学：逸夫楼
- 大豐市第二小學（原大豐逸夫小學）
- 江蘇省灌南縣實驗小學
- 江蘇省灌南縣逸夫聾啞學校

### 浙江
- 宁波市镇海逸夫小学
- 宁波市鄞州五乡逸夫小学
- 嵊州市逸夫小学
- 湖州市德清县逸夫小学

### 安徽
- 合肥市琥珀山庄琥珀小学：逸夫楼
- 安庆市潜山县舒州逸夫小学
- 安庆市岳西縣餘河逸夫小學
- 安徽省界首市逸夫小学
- 安徽省明光市逸夫小学

### 江西
- 南昌师范学校附属实验小学（南师附小）
- 江西临川区实验小学
- 江西省安义县逸夫小学
- 江西省上饒市逸夫小学：教學樓
- 上饶市玉山县逸夫小学
- 新余市逸夫小学
- 新余高新技术产业开发区水西逸夫小学
- 鹰潭市逸夫小学
- 南康市逸夫小学

### 湖南
- 湖南湘潭韶西逸夫小学
- 湖南湘潭熙春路逸夫小学
- 衡陽市蒸湘區红湖逸夫小学
- 株洲市蘆淞區賀家土逸夫小學

### 湖北
- 湖北省洪湖市实验小学
- 湖北省興山縣高陽鎮小學： 逸夫樓[5]。
- 潜江市週磯逸夫小學
- 湖北襄阳四中逸夫楼

### 河南
- 郑州市管城回族区逸夫小学
- 河南省信阳市新县逸夫小学
- 河南省信阳市平桥区第一小学（一小）：逸夫教学楼
- 河南省安阳市人民大道小学：教学楼
- 河南省正阳县第三小学：教学楼
- 汝州市教师进修学校附属逸夫小学

### 河北
- 河北省张家口市逸夫小学
- 滄州市东光县连镇逸夫小学
- 唐山市迁西县逸夫小学
- 邯鄲市叢臺區逸夫小學

### 山东
- 山东省实验小学:逸夫教学楼
- 枣庄市逸夫小学
- 滨州市逸夫小学
- 淄博市逸夫小学

### 山西
- 大同市逸夫小学校
- 山阴县逸夫小学
- 繁峙县逸夫小学
- 潞城市逸夫小学
- 长治市城区回族逸夫小学
- 襄垣县古韩镇北关逸夫小学
- 忻州市忻府区逸夫小学
- 阳泉市平定县逸夫小学
- 晉中市榆次区校园路逸夫小学
- 晋中市榆次区紫坑逸夫寄宿制中心小学
- 临汾市逸夫育英小学
- 安泽县唐城逸夫小学
- 运城市东郊逸夫小学
- 运城市逸夫二校
- 垣曲县逸夫小学
- 新绛县行云庄逸夫学校
- 太原市马头水乡逸夫小学
- 古交市下雁门逸夫中心小学校
- 静乐县娑婆乡逸夫学校
- 右玉县元堡子镇半川学校：逸夫教学楼

### 陝西
- 宝鸡市金台区逸夫小学
- 陕西省凤翔县东关逸夫小学
- 陕西省渭南高新技术产业开发区趙村逸夫小學
- 渭南市临渭区贠张逸夫小学
- 渭南市白水縣北關逸夫小學
- 咸阳市旬邑县逸夫小学
- 咸阳市涇陽縣逸夫小學

### 四川
- 南充市西充县建设路小学
- 南充市顺庆区西河路小学
- 南充市顺庆区五星小学（已更名）
- 南充市高坪区一小
- 南充市高坪区南江逸夫小学
- 南充市嘉陵区火花一小
- 南充市嘉陵区光彩实验小学
- 南充市营山县云凤实验学校
- 南充市仪陇县杜门小学
- 南充市仪陇县新政小学
- 南充市南部县柳驿小学
- 南充市南部县南隆镇二小
- 南充市蓬安县城东路小学
- 绵阳市盐亭县云溪小学
- 达州市达县逸夫小学
- 自贡市沿滩区逸夫小学

### 重慶
- 荣昌县逸夫小学
- 綦江区逸夫小学

### 贵州
- 遵义市桐梓县逸夫小学

### 寧夏
- 银川市兴庆区海宝逸夫小学
- 银川市金凤区逸夫小学

### 甘肅
- 甘肃兰州市水车园小学逸夫实验楼
- 甘肃嘉峪关逸夫小学
- 甘肃天水逸夫实验中学
- 甘肃天水逸夫小学

### 黑龍江
- 黑龙江省鹤岗市南山区逸夫小学

### 吉林
- 松原市逸夫小学

### 辽宁
- 抚顺市望花区逸夫小学
- 鞍山市鐵西區逸夫小學

### 青海
- 西寧市林家崖逸夫小學

### 内蒙
- 呼和浩特市清水河县逸夫小学
- 锡林郭勒盟二连浩特市逸夫小学
- 鄂尔多斯市鄂托克前旗上海庙逸夫小学
- 鄂尔多斯市嘎鲁图镇第一实验小学：1998年由邵逸夫先生捐助50万元港币修建了本校第一座三层教学楼。
- 包头市固阳县卜塔亥逸夫小学
- 包头市土默特右旗沙海子乡逸夫小学
- 包头市青山区文学道小学
- 呼和浩特市托克托县逸夫小学
- 呼和浩特市百什户民族逸夫小学
- 乌兰察布市集宁区逸夫小学
- 乌兰察布市集宁区兴工路逸夫小学
- 锡林郭勒盟苏尼特左旗逸夫小学
- 通辽市科尔沁区逸夫小学
- 赤峰市红山区逸夫小学
- 赤峰市喀喇沁旗八肯中逸夫小学
- 赤峰市乌丹镇新板逸夫小学
- 赤峰市巴林左旗浩尔吐乡和平逸夫小学
- 兴安盟科尔沁右翼前旗额尔格图镇逸夫小学
- 呼伦贝尔市满洲里市逸夫小学
- 呼伦贝尔市牙克石市第二逸夫小学
- 阿拉善盟阿左旗逸夫小学

### 新疆
- 乌鲁木齐市逸夫小学（第八小学），邵逸夫捐助50万元港币。[4]
- 石河子市第二小学
- 五家渠市第一小学
- 博乐市逸夫小学

### 云南
- 云南师范大学附属小学逸夫楼
- 怒江师范附小逸夫楼
- 丽江市一中（原丽江地区中学）逸夫楼

### 西藏

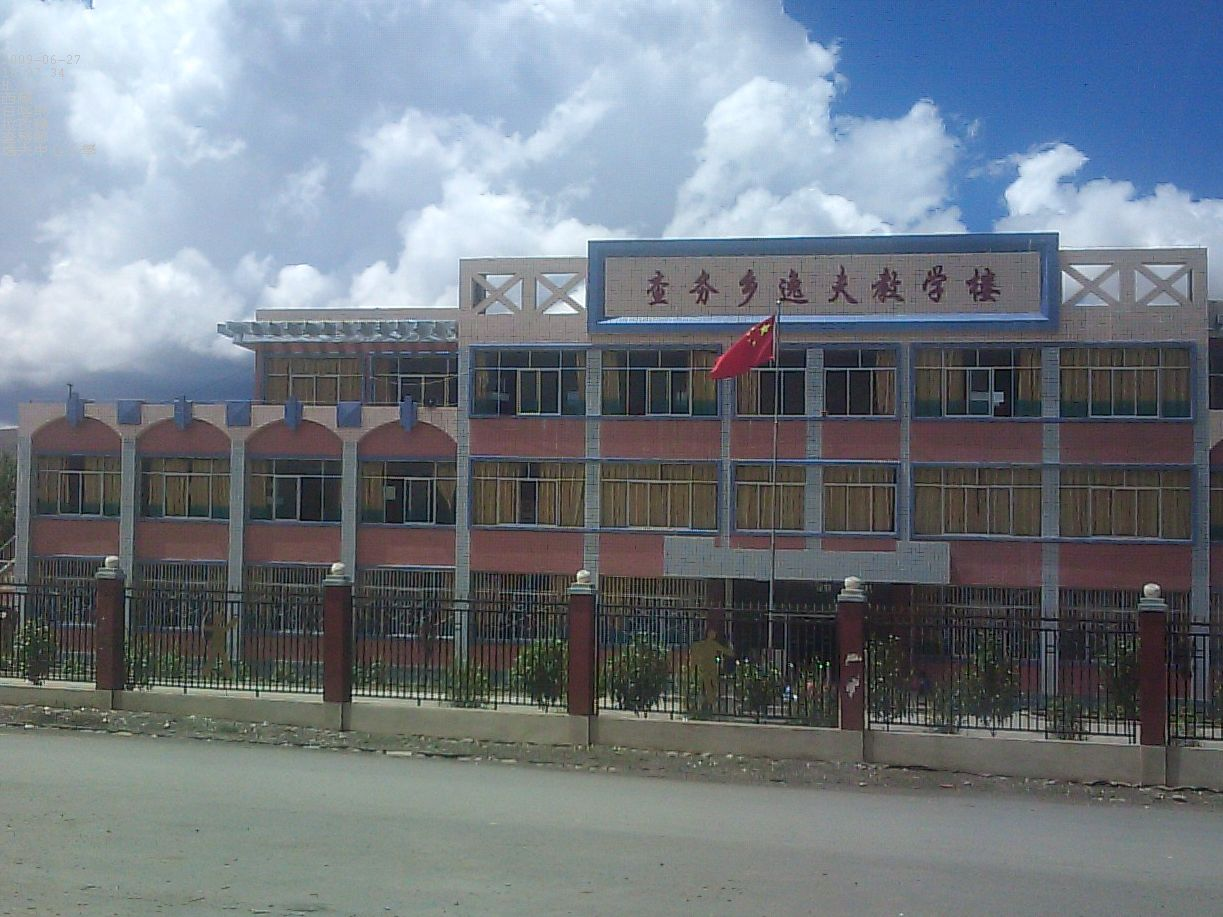
西藏 日喀則 拉孜縣 查務鄉 逸夫中心小學

- 日喀則 拉孜縣 查務鄉 逸夫中心小學

## 其他學校
- 湖北省武穴師範学校（中等师范学校）
- 四川省德阳市岷江东路逸夫学校
- 吉林省白山市逸夫特殊教育学校
- 河北省保定市新市区富昌乡逸夫学校
- 陕西省榆林市逸夫学校
- 浙江省台州市黄岩区茅畲逸夫学校
- 黑龙江省尚志市逸夫学校
- 黑龙江省齐齐哈尔市富裕县逸夫学校
- 黑龙江省哈尔滨医科大学附属逸夫学校
- 山西省运城市新绛县东街逸夫学校
- 上海市逸夫職業技術學校
- 上海市徐汇区科技逸夫幼儿园
- 內蒙古自治區鄂尔多斯市东胜区逸夫幼儿园
- 内蒙古自治区乌兰察布市卓资县卓资山逸夫学校
- 内蒙古自治区巴彦淖尔市临河区逸夫学校
- 湖南省益陽市滄水鋪鎮逸夫學校
- 湖南省株洲市天元区大坪逸夫学校（已清拆）
- 山西省陽泉市盂县逸夫幼儿园
- 河北省沧州市东光县逸夫幼兒園
- 安徽省六安市寿县蒋庙回族逸夫学校
- 安徽省宿州逸夫師範學校
- 宁夏回族自治区石嘴山市平罗县城关逸夫学校
- 青海省格尔木市新村逸夫学校
- 辽宁省葫芦岛市绥中县逸夫學校
- 辽宁省本溪市本溪满族自治县碱厂镇兰河逸夫学校

## 公共设施

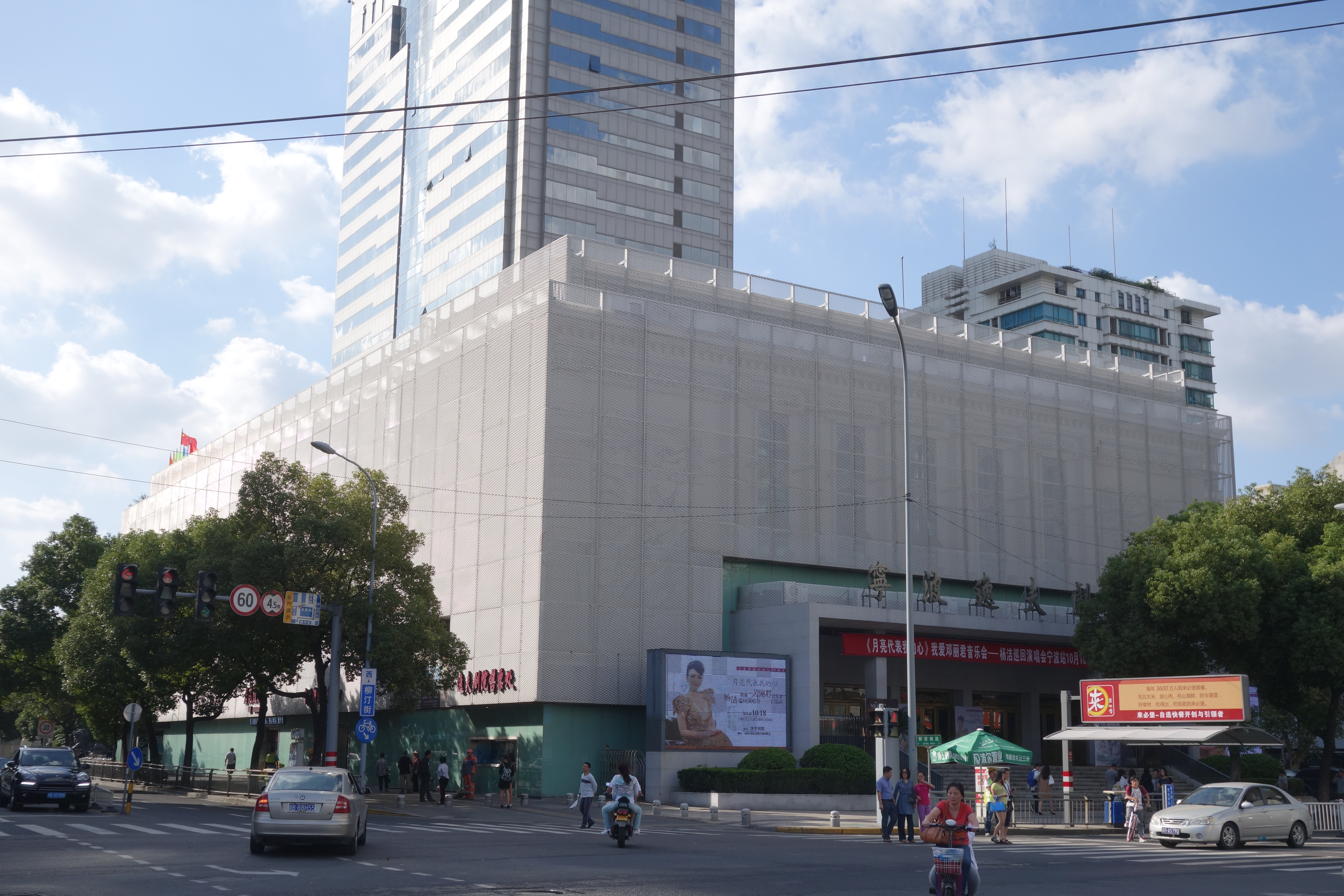
宁波逸夫剧院

- 上海天蟾逸夫舞台:坐落于上海市福州路，原属上海京剧院，后由上海政府与邵逸夫等人士共同改建[5]。
- 上海博物馆，邵逸夫绘画馆[5]。
- 浙江大學醫學院附屬邵逸夫醫院：建于1994年，三级甲等医院，占地100亩[5]。
- 宁波逸夫剧院：建于1976年，原名宁波剧院，1996年改造时受邵逸夫捐款而更名[24]。
- 香港紅十字會總部邵逸夫樓：香港紅十字會的新總部大樓，位於香港九龍大角嘴，2015年落成。
- 南京医科大學附屬逸夫醫院：建于2016年，三级甲等医院。